# Prima Republică Elenă
Prima Republică Elenă (în limba greacă: Αʹ Ελληνική Δημοκρατία) este numele sub care este cunoscut statul grec în timpul Războiului de Independență de sub stăpânirea Imperiului Otoman. Acesta este un termen pur istoric, care subliniază natura constituțională și democratică a regimului revoluționar care a precedat fondarea Regatului Greciei independent. Acest termen asociază perioada istorică a războiului revoluționar cu formele nemonarhice de organizare ale țării de mai târziu – A Doua Republică Elenă și A Treia Republică Elenă.
În faza incipientă a rebeliunii antiotomane din 1821, fiecare regiune a Greciei și-a ales propriile foruri conducătoare. Acestea au fost înlocuite de administrația centrală a Adunării Naționale din Epidaurus, a cărei organizare a marcat nașterea statului elen modern. Consiliile locale de conducere și-au continuat însă existența, autoritatea centrală fiind stabilită ferm doar în 1825. Noul stat nu a fost recunoscut de marile puteri europene ale timpului. Tânărul stat elen, după o serie de victorii inițiale în lupta cu otomanii, a fost amenințat cu dispariția datorită conflictelor interne care au degenerat în război civil și a intervenției armatei turco-egiptene condusă de Ibrahim Pașa.
În momentul în care Ibrahim Pașa a intervenit pentru înăbușirea mișcării revoluționare elene, marile puteri își schimbaseră însă pozițiile politice, fiind favorabile formării unui stat autonom grec sub suzeranivate otomană, în conformitate cu prevederiel Tratatului de la Londra din 1827. Refuzul sultanului de acceptare a termenilor acestui tratat a dus la intervenția aliată europeană și la distrugerea flotei egipteano-otomane în timpul bătăliei de la Navarino. Acest ultim eveniment a facilitat Greciei obținerea independenței depline.
A Treia Adunare Națională de la Trozen a proclamat în 1827 înființarea Statului Elen (Ἑλληνικὴ Πολιτεία) și l-a ales pe Ioannis Kapodistrias în funcția de guvernator al Greciei (din acest motiv, Statul Elen este numit câteodată „Guvernorat”). După ce s-a reîntors în țară în ianuarie 1828, Capodistrias a încercat să creeze un stat funcțional și să redreseze țara devastată de război, dar s-a văzut implicat foarte rapid în conflicte cu magnații și liderii militari locali. Capodistrias a fost asasinat de rivalii politici în 1831, iar Grecia s-a afundat într-un război civil. Funcția de guvernator a fost preluată de fratele omului politic, Augustinos, care a fost silit să demisioneze după numai șase luni. A Cincea Adunare Națională de la Nauplion a emis un proiect nou de constituție, iar „Puterile Protectoare” (Regatul Unit, Franța și Imperiul Rus) au obligat Grecia să accepte forma de guvernare monarhică prin rezoluția Conferinței de la Londra. Prințul bavarez Otto a devenit noul rege al Greciei independente.

## Declarația de Independență din 1822
În vreme ce Metternich încercau să tempereze valul reformator din sud Europei, grecii au hotărât să-și autoproclame independența. Forțele liberale din Europa Occidentală au primit cu mare satisfacție declarația de independență elenă, pe care o considera prima schimbare după conservatorul Congres de la Viena. Grecii au convocat o adunare constituantă, care a emis o lege fundamentală provizorie și a lansat următorul manifest prin care își explicau opțiunea pentru independență. 

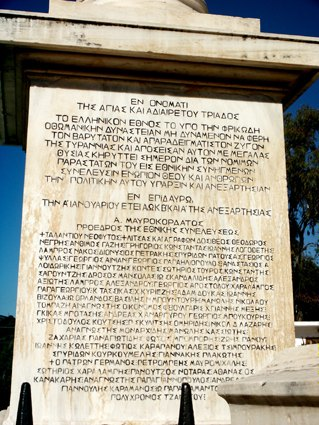
Placa memorială a Declarației de Independență din 1 ianuarie 1822 a Primei Adunări Naționale

## Războiul de Independență

### Principatele Dunărene
Alexandru Ipsilanti a fost ales șeful Filiki Eteria în aprilie 1820 și a preluat sarcina planificării insurecției elene. Ipsilanti visa să mobilizeze întreaga populație creștină din Balcani pentru lupta împotriva otomanilor și să forțeze Rusia să intervină în favoarea coreligionarilor lor. Ipsilanti a traversat în fruntea voluntarilor eleni râul Prut pe 22 februarie, facându-și intrarea în Principatele Dunărene . Pentru a-i încuraja pe creștinii români să se alăture Eteriei, el a anunțat că are sprijinul Marilor Puteri, în principal al Rusiei. La două zile după intrarea în Moldova, Ipsilanti a emis o proclamație prin care îi chema pe greci și pe restul creștinilor să se ridice la luptă împotriva otomanilor . Mihai Suțu, domnitorul Moldovei, membru al Eteriei, și-a pus garda la dispoziția lui Ipsilanti. Între timp, Patriarhul Grigorios al V-lea al Constantinopolului și sinodul i-au anatemizat și excomunicat pe Ipsilanti și pe Șuțu, exprimându-se în mod clar împotriva revoluției, în conformitate cu politica bisericii ortodoxe .

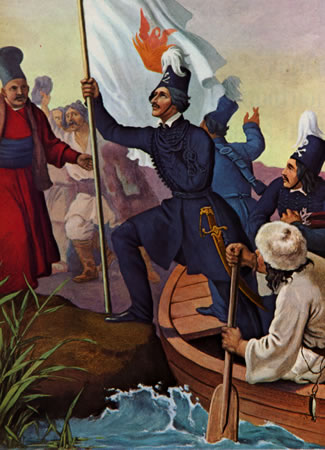
„Alexandru Ipsilanti traversând Prutul”, tablou de Peter von Hess

Drapelul de luptă al lui Ipsilanti

În loc să înainteze rapid spre Brăila, unde ar fi putut să împiedice armatele otomane să intre în Principate, ceea ce i-ar fi putut forța pe ruși să intervină, Ipsilanti a rămas la iași și a ordonat executarea unui număr de boieri moldoveni filootomani. După ce a ajuns cu o întârziere de câteva săptămâni în București (începutul lui aprilie), el a hotărât să nu se alieze cu pandurii lui Tudor Vladimirescu. Tudor Vladimirescu și pandurii săi se aflau deja la București încă de pe 16 martie.Relațiile dintre Vladimirescu și Ipsilanti s-au deteriorat rapid. Prioritatea lui Vladimirescu era să-și consolideze autoritatea în fața domnitorului numit de turci, Scarlat Callimachi și să mențină relații bune atât cu otomanii cât și cu rușii.
Cam în această perioadă, împăratul Alexandru I i-a cerut ministrului său de externe Ioannis Kapodistrias să îi trimită lui Ipsilanti o scrisoare prin care să îi reproșeze liderului Eteriei depășirea mandatului încredințat. Capodistrias l-a anunțat pe Ipsilanti că numele i-a fost șters din lista ofițerilor Imperiului Rus și i s-a comandat să înceteze acțiunile militare. Ipsilanti a încercat să ignore scrisoarea, dar Tudor Vladimirescu a considerat aceasta îl dezleagă de orice obligație față de Eteria. Între cele două tabere a izbucnit un conflict, iar Eteria a încercat să-l asasineze pe Valdimirescu pe 26 mai. După pierderea sprijinului românilor, intrarea forțelor otomane în Muntenia a pecetluit soarta Eteriei. Dezastrul exilaților greci a fost total după înfrângerea din Bătălia de la Drăgășani de pe 7 iunie.
Alexandru Ipsilanti, fratele lui Nicolae și o mână de eteriști s-au retras spre Râmnicu Vâlcea, unde a rămas mai multe zile negociind cu autoritățile austriece permisiunea de traversare a frontierei. Temându-se că eteriștii ar fi putut să-l predea turcilor, el a răspândit zvonul că Austria a declarat război Imperiului Austriac, a certu organizarea unui Te Deum la Mănăstirea Cozia și, pretextând că are de făcut o serie de aranjamente cu comandantul austriac, a trecut frontiera în Transilvania. Împăratul austriac Francisc era însă un semnatar al Sfintei Alianțe, iar autoritățile austriece au refuzat să îi acorde azil liderilor unei rebeliuni dintr-o țară vecină și Ipsilanti a fost ținut sub strictă observație pentru șapte ani.. Lupta eteriștilor a mai continuat în Moldova ceva vreme, dar până la sfârșitul anului otomanii au înfrânt orice rezistență.

### Peloponez

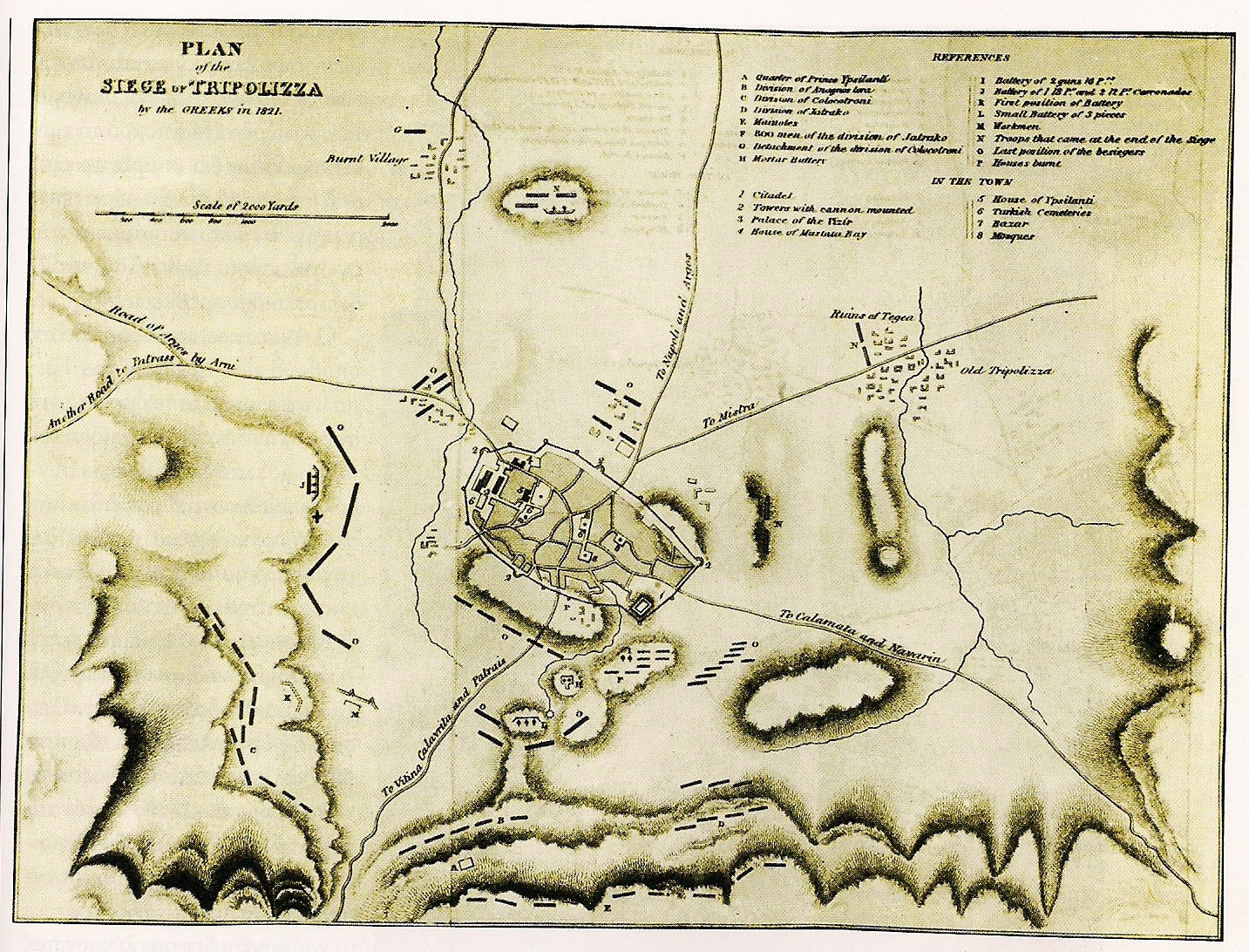
Planul asediul Tripoliței. Detașamentul lui Kolokotronis, care a atacat orașul, este simbolizat cu litera „O”

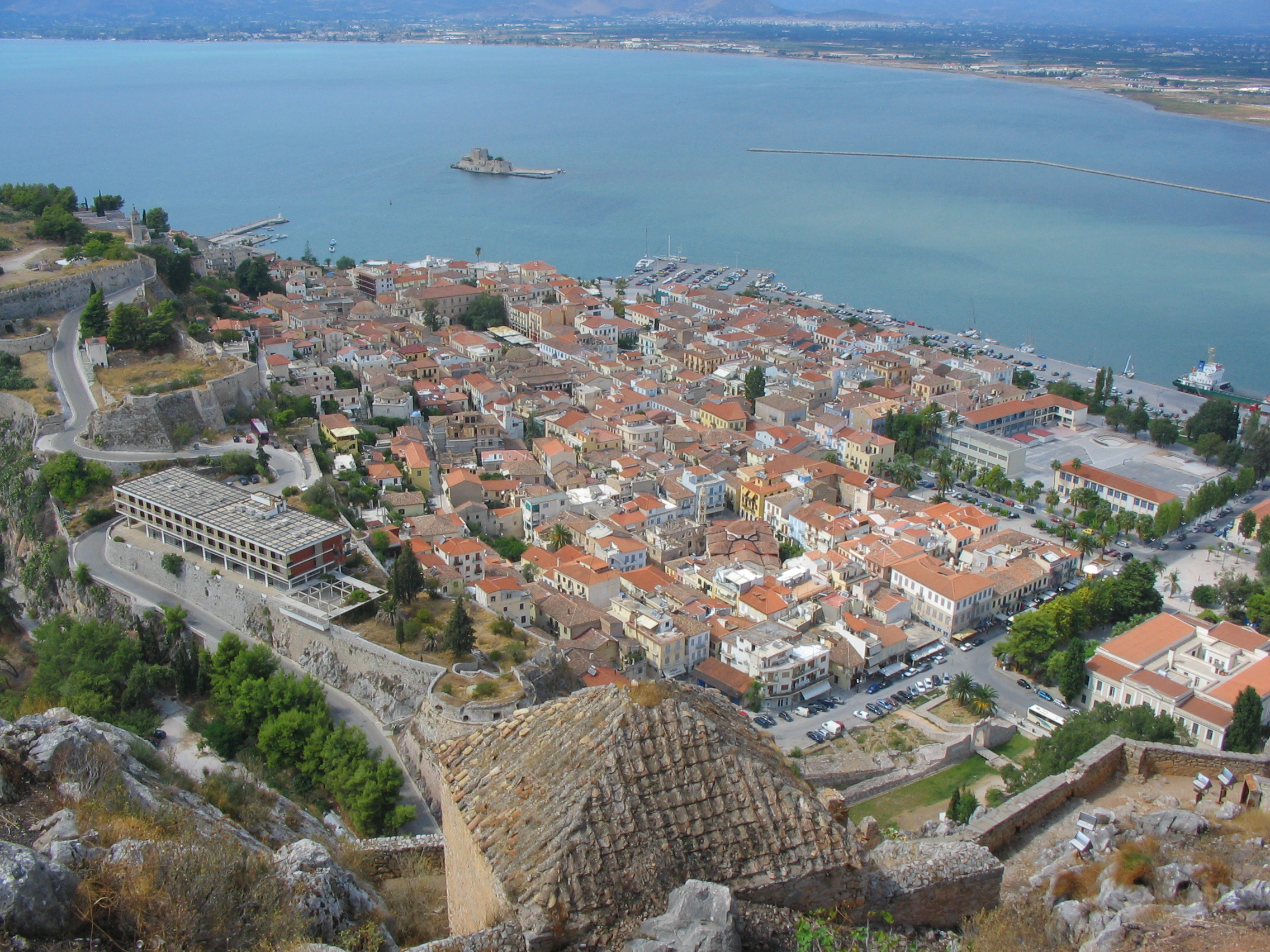
Vedere panoramică a Nauplionului, prima capitală a Greciei moderne

Peloponezul, care avea o îndelungată tradiție de rezistență antiotomană, a devenit centrul rebelinii. La începutul anului 1821, absența guvernatorului otoman Hursid Pașa și a trupelor sale a oferit grecilor șansa să se ridice la luptă împotriva ocupanților. O adunare hotărâtoare a avut loc la Vostitsa pe 26 ianuarie, aici participând liderii politico-militari și religioși din întreg Peloponezul. Aici, preotul revoluționar Papaflessas, care a declarat despre sine că este reprezentantul Eteriei, a încercat să îi convigă pe liderii civili și clerul superior de necesitatea declanșării rebeliunii, în ciuda absenței unor garanții cu privire la intervenția Rusiei. După aflarea veștilor intrări lui Ipsilanti în Principatele Dunărene, atmosfera din Peloponez a devenit tensionată, iar la mijlocul lunii martie au izbucnit incidente sporadic între greci și musulmani. Tradiția istorică elenă consideră ziua de 25 martie 1821, când mitropolitul Germanos a sfințit drapelul cu cruce în mănăstirea Agia Lavra, ziua în care a izbucnit revoluția, deși unii cercetători pun la îndoială existența istorică a evenimentului.
Manioții au declarat război turcilor la Areopoli pe 17 martie 1821. În aceeași zi, aproximativ 2.000 de manioți sub comanda lui Petros Mavromichalis s-au îndreptat spre Kalamata, unde s-au unit cu trupele comandate de Theodoros Kolokotronis, Nikitaras și Papaflessas. Kalamata a fost cucerit de greci pe 23 martie. Orașul Kalavryta a fost asediat pe 21 martie, iar în Patras conflictul a durat mai multe zile. otomanii au lansat atacuri sporadice asupra orașului, iar revoluționarii conduși de Panagiotis Karatzas i-au respins înapoi în fortăreață.
Spre sfârșitul lunii martie, grecii controlau practic întreaga zonă rurală, în vreme ce turcii se limitau numai la controlul asupra fortărețelor – Patras, (recucerită de turci pe 3 aprilie), Rio, Acrocorinth, Monemvasia, Nauplion și capitala provincială Tripolitsa, unde se refugiaseră numeroase famii de turci la începutul rebeliunii. Toate aceste fortărețe au fost asediate de forțele neregulate elene, dar nu au fost cucerite, pentru că revoluționarii nu dispuneau de artilerie. Cu excepția Tripoliței, toate cetățile aveau acces la mare și puteau fi reaprovizionate și sprijinite cu forțe noi de către marina otomană. Kolokotronis a organizat asediul Tripoliței începând din mai, reușind să cucerească orașul pe 23 septembrie. Orașul a fost dat devastat de gloate furioase timp de două zile . Apărătorii turci ai Actrocorinthului au negociat îndelung predarea orașului, eveniment care a avut loc pe 14 ianuarie 1822.

### Grecia centrală
| Imagine indisponibilă |  | Imagine indisponibilă |
| Panagiotis Zographos ilustrează sub îndrumarea generalului Yannis Makriyannis bătăliile de la Alamana (stânga ) și Vassilika (dreapta) (din Scene din Războiul de Independență al Greciei) |  |                       |

Prima regiuni din Grecia Centrală care s-au revoltat a fost Focida (24 martie) și Amphissa (27 martie). În Beoția, orașul Levadeia a fost cucerit de Athanasios Diakos pe 31 martie. Au urmat Teba două zile mai târziu. Forțele revoluționare au intrat la mijlocul lui aprilie în Atena și au obligat garnizoana otomană să se refugieze in Acropolă. Missolonghi s-a răsculat pe 25 mai, iar reveliunea s-a răspândit rapid în alte orașe din centrul și vestul Greciei.
Succesle inițiale ale grecilor au fost puse sub semnul de întrebării de înfrângerile din bătăliile de la Alamana și de la Eleftherohori în fața lui Omer Vrioni. O altă piedere importantă a grecilor a fost moartea lui Diakos, un lider militar elen promițător, care a fost capturat la Alamana de către turci, care l-au executat mai apoi, atunci când a refuzat să jure credință sultanului. Grecii au reușit să oprească șirul succeselor otomane în bătălia de la Gravia. Aici, Odysseas Androutsos, în fruntea unei forțe reduse din punct de vedere numeric, a produs pierderi foarte mari armatei turce. Această victorie le-a permis grecilor să se retragă în siguranță, iar Omer Vrioni s-a văzut obligat să-și amâne înanintarea spre Peloponez până când i-au sosit întăriri. Cât timp a așteptat sosirea întăririlor, Omer a atacat Levadeia, pe care a cucerit-o pe 10 iunie, și Atena, unde a despresurat Acropolele, asediat de greci. După ce 2.000 de greci a reușit să distrugă armata turcă care se îndrepta spre Attica în Vassilika, Vrioni a părăsit Attica în septembrie și s-a retras la Ioannina. Spre sfârșitul anului 1821, după victoriile de la Vassilika și Gravia, grecii au reușit să asigure controlul, cel puțin temporar, asupra Greciei centrale.

### Creta
Cretanii au participat pe scară largă la rebeliune, dar nu au reușit să obțină eliberarea de sub dominația otomană datorită intervenției egiptene. Creta avea o lungă istorie de rezistență antiotomană, faptele de vitejie ale locuitorilor insulei intrând în folclor, precum cele ale lui Daskalogiannis, ucis în lupta cu turcii. Rebeliunea grecilor din 1821 din Creta a primit un răspuns violent din partea autorităților otomane. Un mare număr de cretani, inclusiv preoții considerați capii răscoalei, a fost executat. În ciuda represiunilor dure, elenii nu au cedat și sultanul Mahmud al II-lea a fost forțat să ceară ajutorul vasalului său, Muhammad Ali al Egiptului, căruia i-a promis stăpânirea asupra pașalâcului cretan. Pe 28 mai 1822, o flotă egipteană de 30 de vase de război și 84 de transport sub comanda ginerului lui Mhemed, Hasan Pașa, a intrat în portul Souda. După debarcarea trupelor, Hasan Pașa a trecut imediat la represalii sângeroase împotriva satelor din întreaga Cretă.
După moartea accidentală a lui Hasan în februarie 1823, un alt ginere al lui Muhammad Ali, Husein Bey a continuat represaliile în Creta. El conducea o forță egipteano-turco de 12.000 oameni – infanterie, cavalerie și artilerie – cu cartierul general în Heraklion. Emmanouil Tombazis, numit comisar al Cretei de către guvernul revoluționar, a convocat pe 22 iunie 1823 o convenție la Arcoudaina, în cadrul căreia a încercat să reconcilieze diferitele facțiuni elene și să le canalizeze eforturile împotriva inamicului comun, otomanii. El a mobilizat 3.000 de oameni la Gergeri pentru a-i înfrunta pe soldații lui Hussein. Cretanii au fost înfrânți de otomanii mai numeroși și mai bine organizați în bătălia de la Amourgelles de pe 20 august 1823. Până în primăvara anului 1824, rezistența cretanilor fusese restrânsă la câteva zone montane izolate..
În vara anului 1825, gurupuri de cretani care au însumat între trei și patru sute de oameni, s-au reîntors pe insulă, după ce luptaseră împotriva otomanilor în Peloponez. Aceștia au dat un nou imbold rebeliunii din Creta. Pe 9 august 1825, aceste grupuri aflate sub conducerea lui Dimitrios Kallergis și Emmanouil Antoniadis au cucerit forturile Gramvousa și Kissamos (de unde și numele acestei perioade de timp, „Perioada Gramvousa”). După aceste victorii, insurgenții au încercat să reaprindă rebeliunea în regiunile de câmpie ale insulei.

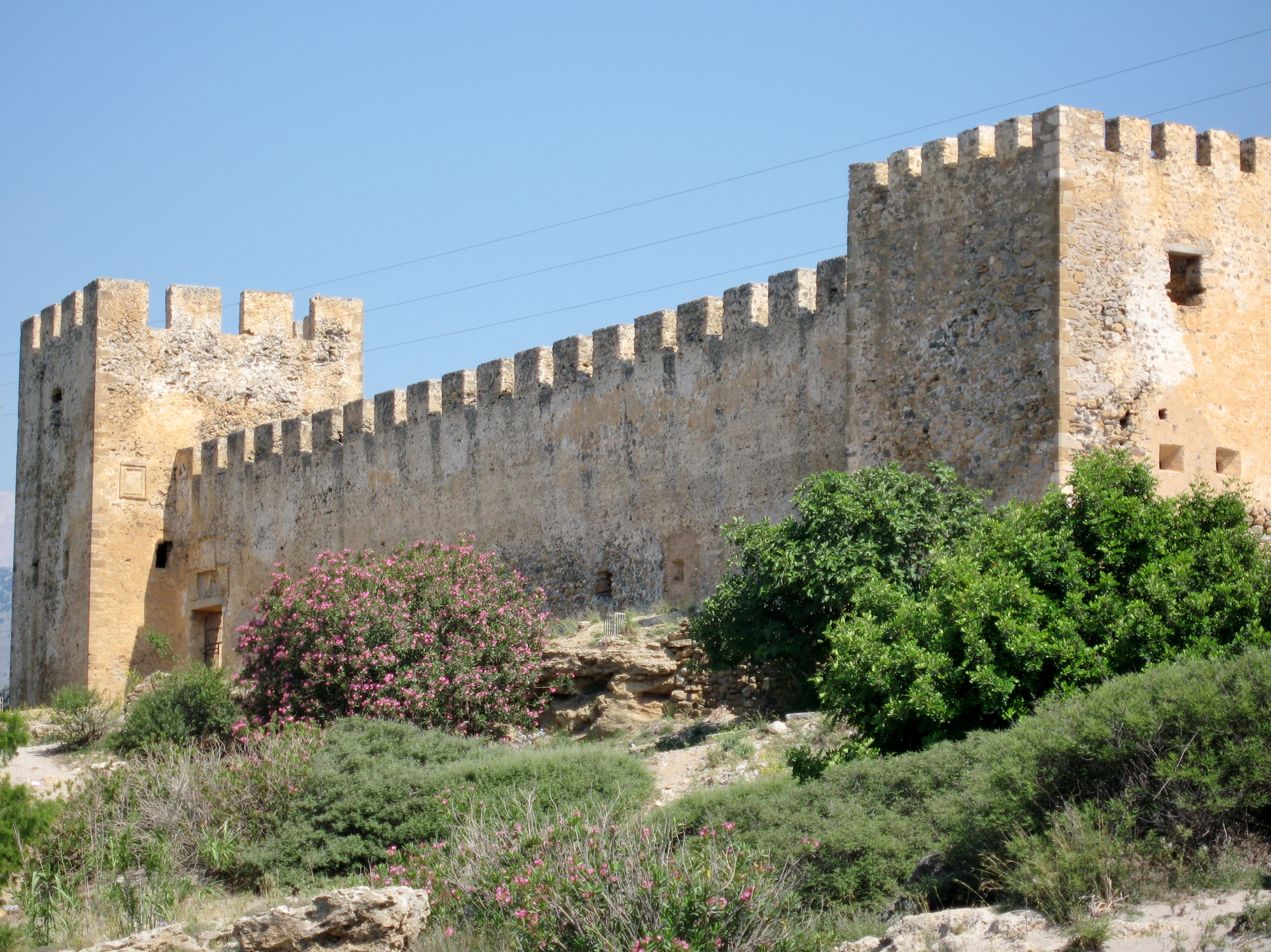
Zidurile Frangokastell

Deși otomanii nu au reușit să recucerească forturile, ai au reușit să oprească diseminarea insurgenției în vestul insulei. Turcii au asediat Gramvousa și insurgenții au trebuit să supraviețuiască în următorii doi ani bazându-se doar pe acțiunile pieraterești. Gramvousa a devenit un centru al pirateriei, care a afectat grav transporturile navale turco-egiptene și europene. În timpul celor peste doi ani de asediu, populația din Gramvousa s-au organizat de asemenea natură încât au devenit autonomi, au construit o școlă și au construit o biserică dedicată Maicii Domnului Panagia i Kleftrina („Maica Domnului Pirat”). În ianuarie 1828, epiriotul Hatzimichalis Dalianis și cei 700 de greci de sub comanda lui au debarcat în Creta și în martie au cucerit castelul Francocastello din regiunea Sfakia. Răspunsul otomanilor a fost rapid – Mustafa Naili Pașa a asediat cetatea cu o armată de 8.000 de oameni. După câteva zile, turcii au cucerit Francocastello, iar Dalianis a pierit în luptă alături de alți 385 dintre oamenii lui. În 1828, Kapodistrias a trimis o expediție (la care participau și francezii și britanicii) în Creta să rezolve problema pirateriei. Această expediție a distrus toate vasele piraților din Gramvousa, iar fortul a trecut sub comanda britanică.

### Macedonia
Dezvolatarea economică a Salonicului și a altor orașe din Macedonia a conicis cu renaștere culturală și politică grecilor. Ideiile promovate prin cântecele patriotice ale lui Rigas Feraios și ale altora au lăsat o impresie puternică asupra locuitorilor regiunii. După câțiva ani, revoarea revoluționară din sudul Greciei s-a răspândit și alte regiuni. Liderul revoluției în Macedonia a fost Emmanouel Pappas din satul Dobista, Serres, care devenise membru al Filiki Eteria în 1819. Papas și-a cheltuit o bună parte a averii în favoarea cauzei revoluționare.

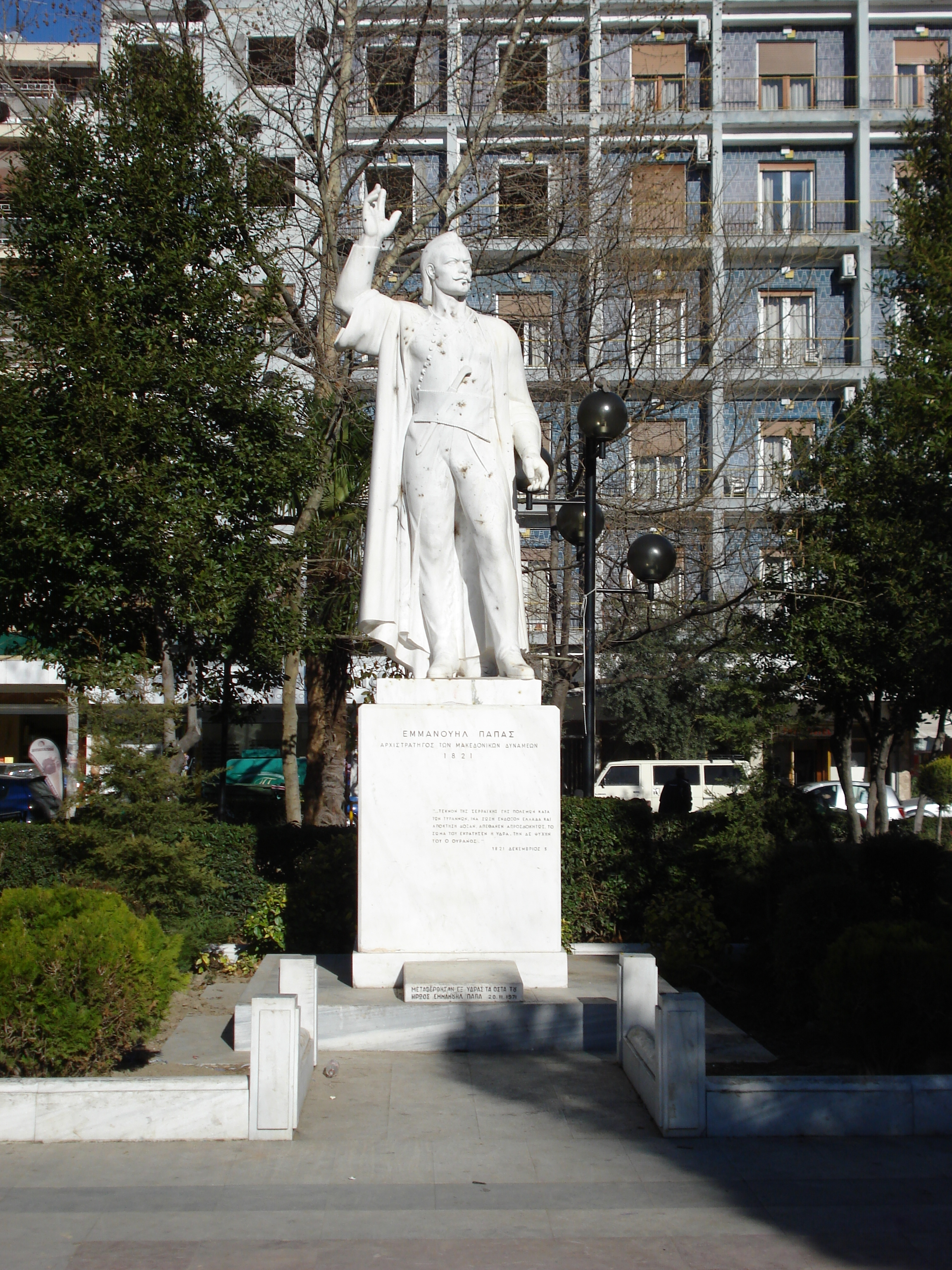
Stauia lui Emmanouel Pappas din Serres

Papas, urmând instrucțiunile lui Alexandru Ipsilanti, (pregătirea terenului urmată de ridicarea la luptă populația Macedoniei), a încărcat o corabie cu arme și muniție la Constantinopol pe 23 martie și s-a îndreptat spre Muntele Atos, considerat locul portivit pentru declanșarea insurecției. Istoricul notează în „Istorica Macedoniei” că „nu fuseseră făcute pregătiri adecvate pentru rebeliune, iar idealurile revoluționare nu fuseseră reconciliate cu lumea ideologică a călugărilor din cadrul regimului atonit”. Pe 8 mai, turcii înfuriați de debarcarea marinarilor din Psara la Tsayezi, de capturarea negustorilor turci și confiscarea bunurilor lor, au năvălit pe străzile din Serres, au percheziționat casele celor mai importanți creștini în căutarea de arme, i-au închis pe mitropolit și pe 150 de negustori și le-a confiscat marfa, ca represalii pentru acțiunile de la Tsayezi.
Yusuf Bey, guvernatorul Salonicului, a închis în pușcăria garnizoanei peste 400 de ostatici, dintre care aproximativ 100 de călugări din împrejurimi. El a încercat de asemenea să-i captureze pe cei mai bogați negustori din Polygyros, dar aceștia din urmă au reușit să fugă. Pe 17 mai, grecii din Polygyros s-au răsculat, i-au ucis pe guvernatorul local și 14 dintre oamenii săi și i-au rănit pe alți trei. Încercările unor detașamente înarmate ale turcilor au fost respinse de răsculați. A doua zi, în timp ce rebeliunea se generaliza în satele din Halkidiki, Yusuf Bey a ordonat executarea a jumătate dintre ostatici. După cum avea să mărturisească mullahul Salonicului, strigătele de jale se auzeau neîncetat pe străzile orașului, iar Yusuf Bey, aga ienicerilor, ulemalele și alți lideri militari otomani se comportau ca nebunii.
Distrugerile provocate popuției orașului au fost atât de mari, încât comunitate elenă s-a refăcut de-abia la sfârșitul secolului. Revolta a devenit cu adevărat puternică în momentul în care călugării Muntelui Atos, cei din Kassandra și cei de pe insula Thasos s-au alăturat insurgenților.
Rebeliunea din Halkidiki s-a dezvoltat încet și dezorganizat. În iunie 1821, insurgenții au încercat să înrerupă comunicațiile dintre Tracia și sudul Greciei, pentru a-l împiedica pe Hadji Mehmet Bayram Pașa să transfere trupele din Asia Mică în Peloponez. Rebelii au reușit doar să întârzie deplasarea turcilor, fiind înfrânți în pasul Retina (Salonic).
Insurecția din Halkidiki s-a rezumat doar la acțiunile din peninsulele Muntelui Atos și Kassandra. Pe 30 noiembrie 1821, ofensiva declanșată de noul pașa al Salonicului, Mehmet Emin Abulubud, s-a încheiat cu o victorie decisivă otomană la Kassandra. Supraviețuitorii eleni ai înfrângerii de la Kassandra, printre ei aflându-se și Pappas, au fost salvați de vasele din Psara, care i-a transportat în Skiathos, Skopelos și Skyros. Papas a murit în timp ce se îndrepta spre insula Hydra. În acest timp, rebelii din Sithonia, Muntele Athos și Thasos au capitulat condiționat.
În ciuda înfrângerilor suferite în răsăritul Macedoniei, rebeliunile au izbucnit în Macedonia centrală și vestică, de la Muntele Olimp până în Pieria și Vermion. În toamna anului 1821, Nikolaos Kasomoulis a fost trimis în sudul Greciei ca reprezentant al Macedoniei de Sud-Est și s-a întâlnit cu Demetrius Ipsilanti. El i-a scris mai apoi lui Papas din Hydra, cerndu-i să viziteze Olimpul și să se întâlnească cu șefii militari de acolo, pe care să-i înflăcăreze cu entuziasmul său patriotic. La începutul anului 1822, Anastasios Karatasos și Aggelis Gatsos a aranjat o întâlnire cu alți armatoloi. În timpul acestei întâlniri s-a hotărât ca insurecția să se bazeze pe acțiunile din trei orașe: Naousa, Kastania și Siatista.
În 1822, Mehmed Emin a stabilizat situația otomanilor fiind victorios în luptele de la Kolindros și Kastania. În nord, în apropierea localității Naousa, Zafeirakis Theodosiou, Karatasos și Gatsos au organizat apărarea orașului. Primele lupte au dat câștig de cauză grecilor. Mehmed Emin a atacat mai apoi orașul în fruntea unei armate formate de 20.600 de soldați, dintre care doar ceva mai puțin de jumătate soldați ai armatei regulate. Mehmed Emin a reușit în urma mai multor atacuri să cucerească Naousa în aprilie. Victoria otomană a fost facilitată de trădarea dușmanilor lui Zafeirakis, care au dezvăluit atacatorilor existență unei zone neapărate. Comandatul otoman a ordonat după victorie execuții sumare ale luptătorilor și represalii împotriva civililor. Există mărturii despre femei care au preferat să se sinucidă decât să fie luate și vândute ca sclave. Cei care au reușit să scape din încercuirea de la Naousa s-au retras spre Kozani, Siatista ori au reușit să ajungă la mare, de unde au fost transportați cu corăbiile insurgenților în insulele Mării Egee .

### 1822–1824
Până în 1825, activitatea revoluționară a fost fragmentată, resimțind lipsa unei conduceri centrale puternice și a coordonării. Cu toate acestea, turcii nu au reușit să obțină înăbușirea rebeliunilor datorită problemelor logistice care i-au obligat să organizeze campanii militare de mică amploare. De-a lungul întregii perioade, liderii militari greci au adoptat o tactică care să le permită contracararea superiorității numerice a turcilor. Pe de altă parte, eforturile militare ale turcilor au fost îngreunate de lipsa pieselor de artilerie.
Grecii nu au reușit să profite de seria de succese de la începutul mișcării revoluționare din 1821, iar otomanii au preluat treptat inițiativa, organizând două campanii militare în vestul și estul Greciei comandate de Mustafa Reșit Pașa, respectiv Mahmud Dramali Pașa. Dramali Pașa a traversat Rumelia și a invadat Moreea, dar a fost învins în bătălia de la Dervenakia. Campania din vestul Greciei s-a încheiat la rândul ei cu înfrângerea lui Mustafa Reșit la Karpenisi.

### Revolution in peril: Infighting
Pirma Adunare Națională convocată la Epidaurus în decembrie 1821 era formată aproape în exclusivitate din personalități din Peloponez. Adunarea Națională a promulgat prima constituție elenă (1822) și a numit membrii guvernului și reprezentanții acestuia în regiunile controlate de revoluționari. Mavrokordatos și-a asigurat funcția de președinte al guvernului, în vreme ce Ipsilanti, cel care fusese inițiatorul convocării parlamentului, a fost ales președinte al legislativului, un rol de importanță limitată. Liderii militari și politici ai Filiki Eteria au fost marginalizați, dar influența politică a lui Theodoros Kolokotronis a crescut treptat. El a reușit să preia prin intermediul apropiaților săi controlul politic asupra Senatului, iar din punct de vedere militar asupra Nauplionului. Guvernul central a încercat să-l marginalizeze pe Kolokotronis. În 1822, guvernul a decis ca noua Adunare Națională să fie convocată la Nauplion și i-a cerut lui Kolokotronis să cedeze controlul cetății în mâinile forțelor loiale administrației centrale. Kolokotronis a refuzat să cedeze, iar lucrările Adunării Naționale au fost convocate în martie 1823 în Astros. Puterile guvernului central au fost crescute în dauna puterii regionale, a fost votată o nouă constituție și au fost aleși noi membri ai guvernului și corpurilor legiuitor.
| Imagine indisponibilă |  | Imagine indisponibilă |
| Andreas Londos (stânga) și Theodoros Kolokotronis (dreapta) au fost dușmani în timpul primei faze a războiului civil, care a divizat Peloponezul. Ei s-au aliat în a doua parte a războiului civil, mult mai sângeroasă decât prima. |  |                       |

Administrația centrală a încercat să-i atragă de partea sa pe cei mai importanți lideri militari ai momentului și i-au propus lui Kolokotronis funcția de vicepreședinte al guvernului. Kolokotronis a acceptat funcția, dar a provocat o criză de proporții când l-a împiedicat pe Mavrokordatos, care fusese ales președinte al parlamentului, să-și ocupe în mod oficial funcția. Atitudinea lui Kolokotronis a provocat o reacție dură din partea parlamentarilor. Criza a culminat cu acțiunea parlamentului, cotrolat de majoritatea celor originari din Rumelia și insula Hydra, care a demis guvernul și pe șeful cabinetului, Petros Mavromichalis. Kolokotronis și cei mai mulți deputați originari din Peloponez, ca și liderii militari locali, îl spriijineau Mavromichalis, care a fost proclamat președintele unui guvern cu sediul în Tripolitsa. Restul deputaților au sprijinit formarea unui al doilea guvern cu sediul în Kranidi în frunte cu Kountouriotis. Forțele loiale acestui al doilea guvern au asediat în martie 1824 Nauplionul și Tripolitsa. După o lună de lupte și negocieri s-au ajuns la o înțelegere între cele două facțiuni. Prima fază a războiului civil s-a încheiat în mod oficial pe 22 mai, dar cei mai mulți membri ai executivului s-au arătat nemulțumiți de termenii „blânzi” ai înțelegerii semnate de reprezentanții executivului, Londos și Zaimis.
În acestă perioadă au fost livrate guvernului elen primele două tranșe ale unui împrumut britanic, ceea ce a întărit mult pozițiile guvernului elen, dar a creat condiții pentru noi lupte interne. Sprijinitorii lui Kountouriotis au intrat în conflict cu guvernul și, după ce s-au aliat cu Kolokotronis, au redeschis conflictul civil. În ciuda faptului că generalul Kolokotronis a rămas inactiv o perioadă de timp datorită morții fiului său, Panos, forțele guvernamentale nu au reușit să-și înfrângă oponenții. După reorganizarea forțelor guvernamentale, noul comandant Ioannis Kolettis a decis desfășurarea a două acțiuni ofensive: una în Corintia și alta în Ahaia. În ianuarie 1825, forțele guvernamentale l-au arestat pe Kolokotronis și alți sprijinitori ai săi. În mai 1825, în condițiile intervenției forțelor egiptene ale lui viceregelui Egiptului, Muhammad Ali, toți cei întemnițați au fost eliberați și amnistiați.

### Războiul maritim

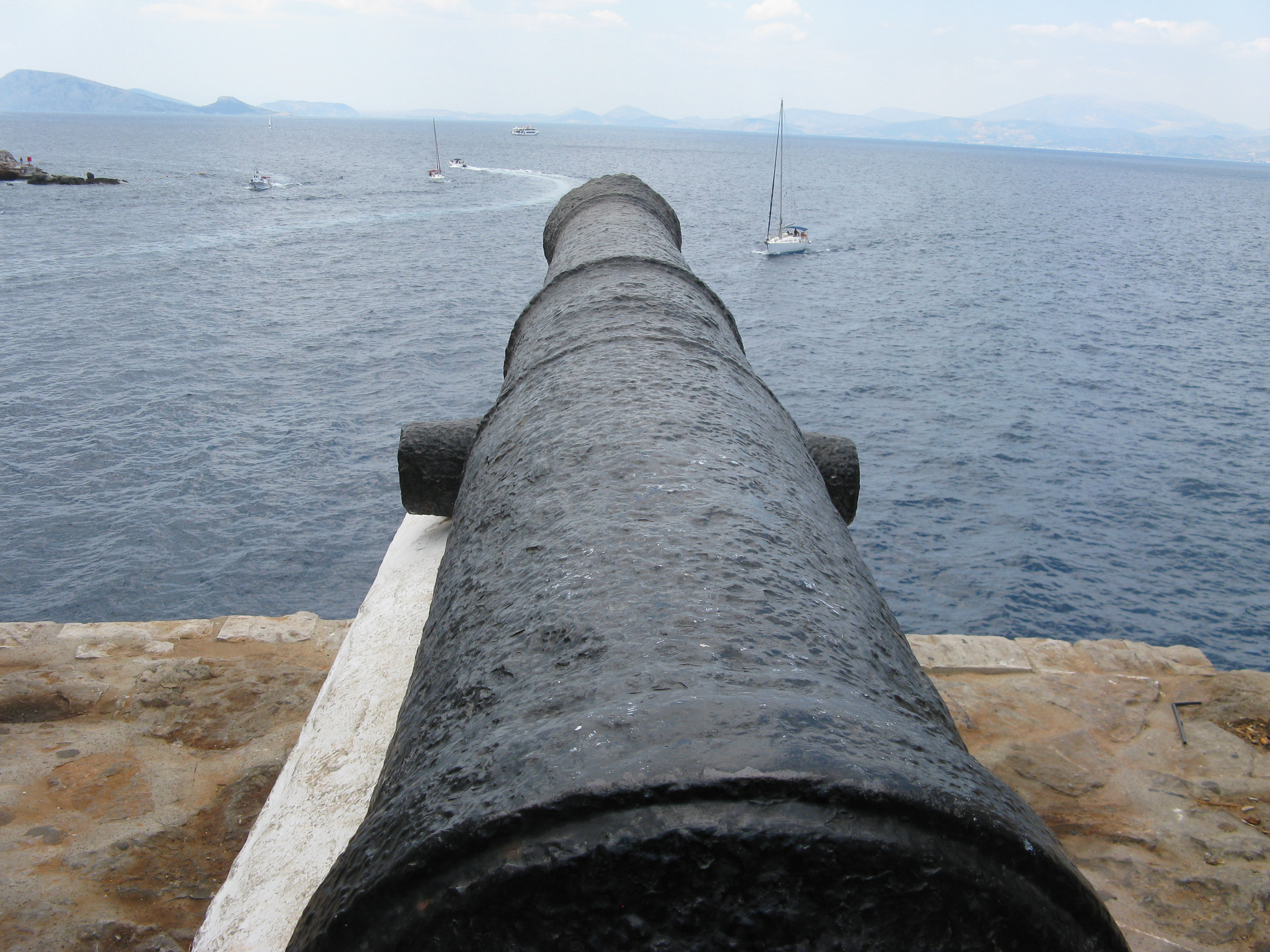
Tun de pe insula Hydra

Încă din primele faze ale războiului revoluționar, cucerirea supremației maritime a fost vitale pentru greci. Supremația navală elenă ar fi permis revoluționarilor să împiedice reaprovizionarea garnizoanelor otomane izolate și aducerea de întăriri din alte provinciile asiatice ale Imperiului Otoman. Flota greacă fusese creată de negustorii bogați din insulele Mării Egee: Hydra, Spetses și Psara. Fiecare insulă a echipat, încadrat cu echipaje și întreținut propriile lor escadre, comandate de proprii amirali. În ciuda paptului că vasele grecești aveau echipaje experimentate, marinarii nu aveau experiență de luptă, iar corăbiile nu erau construite pentru război, fiind dotate doar cu tunuri ușoare. Flota otomană se bucura de o serie de avantaje în conflictul naval cu grecii: vasele aveau destinație militară, echipajele erau formate din militari, flota era sprijinită de resursele întregului imperiu, iar comanda era centralizată de Kapudan Pașa. Flota otomană era formată din 23 de vase de linie, echipate cu 80 de tunuri, 7 fregate cu 50 de tunuri, 5 corvete cu 30 de tunuri și 40 bricuri cu 20 sau mai puține tunuri.

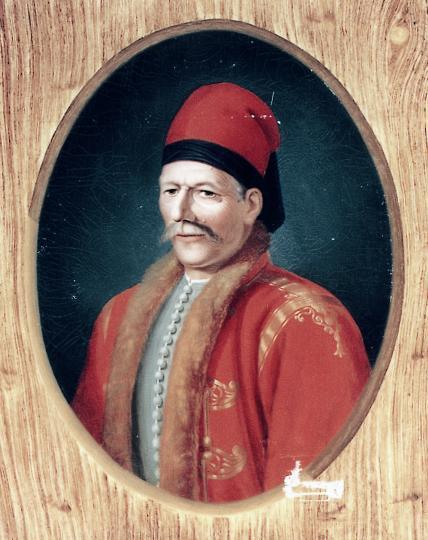
Lykourgos Logothetis (1772 - 1850), conducătorul revoluției în insula Samos

Pentru contracararea superiorității otomane, grecii au decis să folosească vasele incendiare (în limba greacă πυρπολικά or μπουρλότα), care își dovediseră eficiența în timpul expediției fraților Orlov din 1770. Primul atac cu vase incendiare din timpul revoluției a fost făcut pe 27 ami 1821 la Ereson, în insula Lesbos, când Dimitrios Papanikolis a reușit să distrugă o fregată otomană folosind această tactică. Grecii au descoperit că vasele incendiare erau arme eficiente împotriva corăbiilor otomane. În anii care au urmat, vasele incendiare elene au devenit tot mai eficiente, încât și-au căpătat faima internațională. Per total, cele 59 de vase incendiare folosite în luptă au distrus 39 de vase inamice.
În același timp, s-au desfășurat și lupte navale clasice. Succesele navale elene au crescut moralul rebelilor și au asigurat succesul acestora în Războiul de Independență.
Este adevărat că, în ciuda succeselor inițiale, grecii s-au implicat într-un război civil, existența Republicii Elene fiind pusă în cumpănă după ce sultanul l-a chemat în ajutor pe vasalul său, Muhammad Ali al Egiptului. Grecii, a căror capacitate de luptă era diminuată de luptele interne și problemele financiare, nu au fost capabili să-și mențină flota în continuă stare de luptă, ceea ce a permis flotei turco-egiptene să obțină o serie de victorii și să debarce forța expediționară egipteană la Methoni. După intervenția egiteană în Peloponez, revoluția elenă a fost amenințată cu înfrângerea, fiind salvată doar de intervenția Marilor Puteri și de victoria acestora din bătălia de la Navarino din 1827.

### Intervenția egipteană
Intervenția egipteană a fost limitată la început doar la Creta și Cipru. Succesele egiptenilor i-au pus pe turci într-o poziție dificilă: să accepte în continuare ajutorul viceregelui Muhammad Ali și să fie obligați să facă față ambițiilor crescute ale acestuia, sau să continue lupta fără implicarea acestuia în luptă și să riște să fie înfrânți. Muhammad Ali a fost de acord în cele din urmă să-și trimită trupele în ajutorul suzeranului său cu condiția să obțină controlul nu doar asupra Cretei și Ciprului, dar și asupra Peloponezului și Siriei .

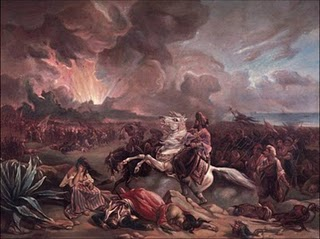
Atacul lui Ibrahim împotriva Missolonghi, tablou de Giuseppe Pietro Mazzola

Fiul lui Muhammad Ali, Ibrahim Pașa, și-a debarcat trupele la Methoni pe 24 februarie 1825. După o lună de zile, el dispunea de o armată de 10.000 de infanteriști și 1.000 de cavaleriști. Ibrahim a obținut rapid o victorie împotriva garnizoanei elene de pe insula Sphactiria, din apropierea coastei Messiniei.
În condițiile în care grecii erau implicați în conflicte interne și erau profund dezorganizați, Ibrahim Pașa a trecut la ofensivă și a devastat vestul Peloponezul. Guvernul elen a încercat să revigoreze armata și l-a eliberat pe Kolokotronis din închisoare, dar nici acesta nu a reușit să oprească seria succeselor militare egiptene. La sfârșitul lunii iunie, Ibrahim a cucerit orașul Argos, din imediata vecinătate a capitalei Nauplion. Nauplionul a fost salvat de comodorul Gawen Hamilton din Royal Navy, care și-a plasat vasele într-o formație care dădea impresia atacatorilor că sunt gata să acorde sprijin de artilerie grecilor din oraș.
În acest timp, turcii au asediat orașul Missolonghi din Grecia centrală. Asediul a început pe 15 aprilie 1825, în aceeași zi în care Navarino a fost cucerit de egiptenii lui Ibrahim. La începutul toamnei, vasele elene de sub comanda lui Andreas Miaoulis a forțat flota turcă din Golful Corint să se retragă, folosind cu succes tactica vaselor incendiare. Egiptenii s-au alăturat turcilor în ianuarie pentru întărirea asediului de la Missolonghi, dar elenii au reușit să reziste atacului comun.
În primăvara anului 1826, Ibrahim a reușit după lupte sângeroase să cucerească mlaștinile din jurul orașului, izolându-l astfel de mare și tăindu-i aprovizionarea. Egiptenii și turcii le-au cerut asediaților să capituleze și le-au transmis acestora din urmă condițiile, respinse însă de greci. Pe 22 aprilie, grecii au hotărât să declanșeze un atac surpriză cu 3.000 de luptători, care să deschidă drumul spre mare a 6.000 de femeil, copii și a altor necombatanți. Un dezertor bulgar i-a înformat însă pe asediatori de intenția grecilor. În timpul atacului, numai 1.800 de greci au reușit să străpungă liniile egiptene. Între 3 și 4.000 de femei și copii greci au fost luați prizonieri și mai apoi vânduți ca sclavi. O parte dintre cei care nu au fost luați prizonieri imedioat, au decis să se arunce în aer cu încărcături de praf de pușcă, pentru ca să evite sclavia.
Ibrahim și-a trimis un reprezentant în Peninsula Mani pentru ca să le ceară locuitorilor regiunii să capituleze, alternativa fiind devastarea teritoriilor în mod asemănător cu ce se petrecuse în Peolponez. Manioții s-au lăsat impresionați și i-au răspuns lui Ibrahim că așteaptă înarmați atacul egiptenilor.
Egiptenii au încercat să pătrundă în regine pe din direcția nord-est, dar au fost opriți pe 21 iunie 1826 în fața fortificațiilor de la Vergas. Cei 7.000 de egipteni au fost opriți din înaintare de 2.000 de manioți și 500 de refugiați din alte regiuni ale Greciei până când Kolokotronis a juns în regiune, atacându-i din spate pe otomani. Ibrahim a fost obligat să-și retragă forțele. O a doua tentativă de intrare în Peninsula Mani a fost respinsă de forțele elene. De această dată, manioții au contraatact, urmărindu-i pe egipteni prin Kalamata până la Vergas. Aceste tentative eșuate nu doar că a provocat pierderi însemnate forțelor lui Ibrahim (aproximativ 2.500 de morți), dar a zădărnicit planurile lui Ibrahim de cucerire a peninsulei dinspre nord. Ibrahim a avut mai multe tentative de cucerire a peninsulei Mani, dar de fiecare dată a fost respins cu pierderi grele.

## Intervenția franco-ruso-britanică

### Atitudinea inițială a puterilor europene
Atunci când veștile despre izbucnirea revoluției elene au ajuns în Europa, toate marile puteri ale vremii au reacționat cu o ostilitate nedisimulată. Deși marile puteri recunoșteau că Imperiul Otoman se află într-un proces de dezintegrare, ele nu știau cum să gestioneze acest proces, (o problemă cunoscută în epocă drept „Chestiunea Orientală”). Ministrul de externe britanic, vicontele Castlereagh, se temea de complicațiile pe care le-ar genera un asemenea eveniment. Temeri asemănătoare erau împărtășite și de ministrul de externe austriac, prințul Metternich, iar împăratul Rusiei, Alexandru I, considera că numai păstrarea status quo-ului putea asigura pacea în Europa. Toți acești oameni de stat erau în favoarea păstrării așa-numitei „Înțelegeri a Europei”.
Metternich încerca de asemenea să șubrezească poziția ministrului de externe rus, Ioannis Kapodistrias, care era de origine elenă. Kapodistrias îi ceruse împăratului ca Rusia să declare război Turciei și să elibereze Grecia, o acțiune care ar fi dus la creșterea prestigiului imperiului. Metternich a reușit să-l convingă pe Alexandru I că ministrul Kapodistrias avea legături cu revoluționarii italieni Carbonari. Datorită acestui fapt, ministrul de externe rus a căzut în dizgrație. Kapodistrias a demisionat din funcție ca urmare a reacției Rusie la acțiunea lui Ipsilanti și s-a autoexilat în Elveția. Poziția lui Alexandru I era totuși fluctuantă, date fiind pretențiile sale de protector al ortodoxiei. În plus, creștinii ruși au fost puternic afectați de condamnarea la moarte a patriarhului. Acest complex de factori explică de ce, după denunțare hotărâtă a revoluției elene, împăratul Rusiei a dat în cele din urmă un ultimatum Constantinopolelui pe 27 iulie1821. Primejdia izbucnirii războiului a fost îndepărtată pentru ceva vreme, după ce sultanul a fost de acord, ca urmare a intervențiilor lui Metternich și Castlereagh, să facă unele concesii rușilor. Pe 14 decembrie 1822, Sfânta Alianță a denunțat revoluția elenă, pe care au considerat-o ca o acțiune insolentă și prost organizată.

### Schimbarea de atitudine
În august 1822, a fost numit un nou ministru de externe în persoana lui George Canning. Canning ținea seama de simpatia populară față de cauza grecilor și considera că se apropia vremea când ar fi fost necesară o înțelegere între părțile aflate în conflict. În plus, el se temea că Rusia ar fi putut întreprinde măsuri unilaterale împotriva Turciei. Canning avea să declare în martie 1823 că atunci când o întreagă națiune se revoltă împotriva cuceritorilor săi, națiunea nu poate fi considerată una „piraterească”, ci una în stare de război. El a atras atenția Imperiului Otoman în luna februarie a aceluiași an asupra faptului că Regatul Unit avea să păstreze relațiile amicale cu Turcia numai în condițiile în care drepturile supușilor creștini ai sultanului erau respectate. Comisarul britanic al Insulelor Ioniene, care erau sub controlul Londrei, a primit ordinul să-i considere în stare de război cu turcii, ceea ce ușura acțiunile elenilor de perturbare a aprovizionării turcilor. Aceste măsuri au dus la creșterea influenței britanice în zonă. Această influență a crescut odată semnarea unor înțelegeri de împrumut dintre greci și mai multe bănci britanice în 1824 și 1825. Aceste împrumuturi au transformat practic City of London în finanțatorul revoluției elene și a dus la apariția unui partid filobritanic în Grecia, care considera că doar sprijinul Regatului Unit putea asigura câștigarea independenței țării. În același timp, au apărut și partide filofranceze și filoruse. Fiecare dintre aceste facțiuni avea să participe la o luptă dură pentru putere în timpul domniei regelui Otto.
După ce pe tronul Rusiei s-a urcat împăratul Nicolae I în decembrie 1825, Canning a decis să ia măsuri imediate. El l-a trimis pe ducele de Wellington ca ambasador în Rusia. După consultări diplomatice intense a fost semnat Protocolul de la Sankt Petersburg din 4 aprilie 1826. Acest document stipula ca cele două puteri să acționeze ca mediatori între greci și turci, pornind de la premisele câștigării autonomiei complete a Greciei în cadrul statului otoman. Chiar înainte de întâlnirea cu Wellington, împăratul Rusiei trimisese un ultimatul Porții, prin care cerea evacuarea Principatelor Dunărene și rezolvarea chestiunilor aflate în suspensie între cele două puteri de către ambasadori plenipotențiari turci trimiși la negocieri în capitala Rusiei. Sultanul a fost de acord să-și trimită ambasadorii la negocieri și, pe 7 octombrie 1826, a semnat Convenția de la Akkerman, acceptând pretențiile țarului cu privire la Serbia și Principatele Dunărene.

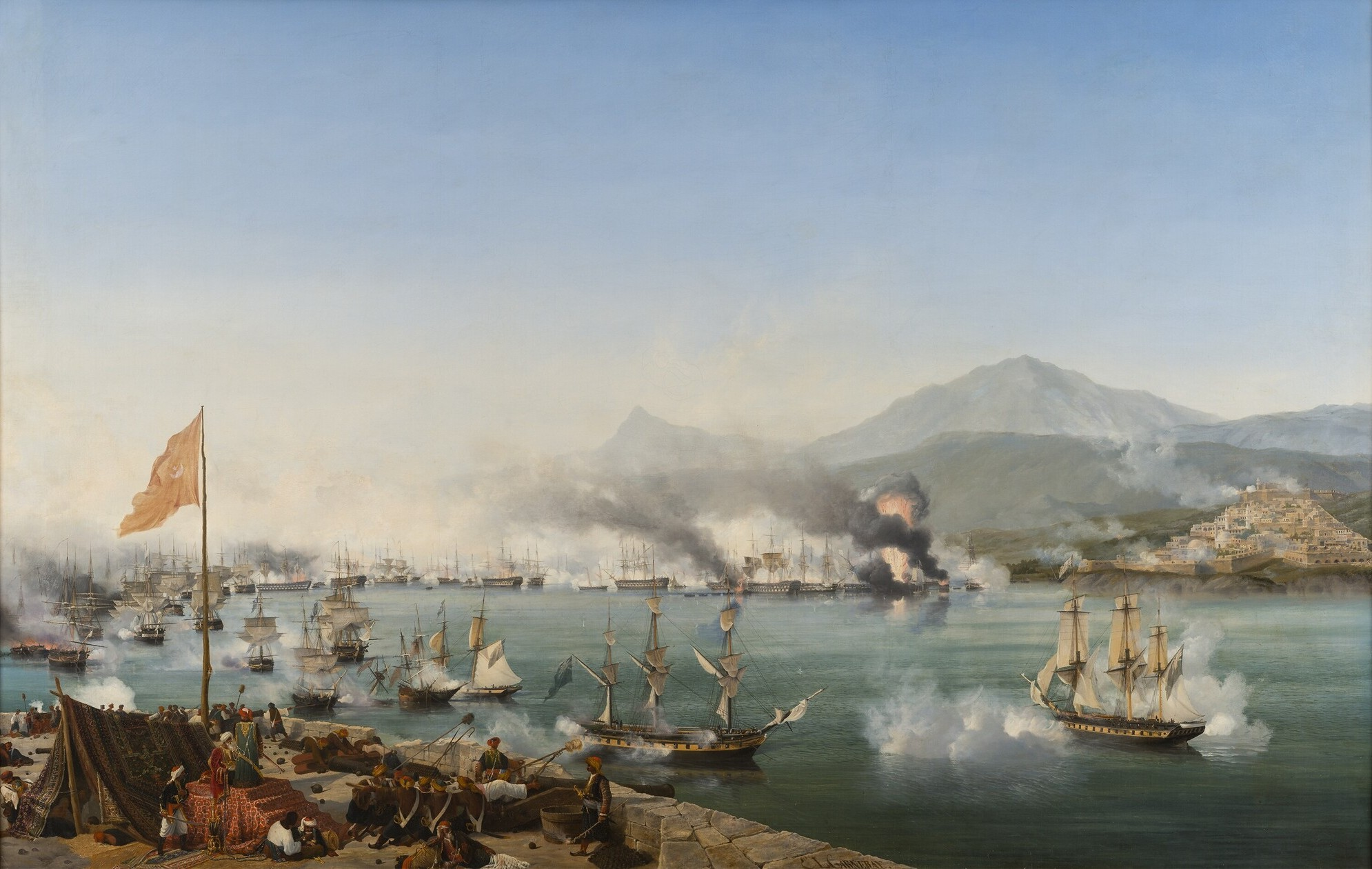
Bătălia navală de la Navarino, tablou de Ambroise Louis Garneray (1827).

Grecii s-au supus condițiilor mediatorilor europeni, dar turcii și egiptenii nu s-au arătat dornici să oprească luptele. Drept consecință, Canning a început negocierea unui tratat tripartid (6 iulie 1827) cu Franța și Rusia. Tratatul prevedea ca puterile semnatare să-și ofere încă o dată oficiile de mediatori și, în condițiile în care turcii ar fi respins oferta, să intervină prin orice mijloace pentru oprirea ostilităților. Pe la sfârșitul lunii iulie 1827, în Grecia au ajuns veștile despre finalizarea echipării noii flote egiptene în portul Alexandria. Aceasta a început deplasarea spre Navarino, unde urma să se alăture restului flotei egipteano-turce. Această forță navală avea ca prim obiectiv atacarea Insulei Hydra și scoaterea flotei sale din luptă. Pe 29 august, Poarta a respins în mod oficial medierea europeană și, prin urmare, comandantul flotelor britanice și franceze din Marea Mediterană, amiralii Edward Codrington și Henri de Rigny, și-au deplasat corăbiile de sub comanda lor în Golful Argos și au luat legătura cu reprezentanții grecilor la bordul HMS Asia.

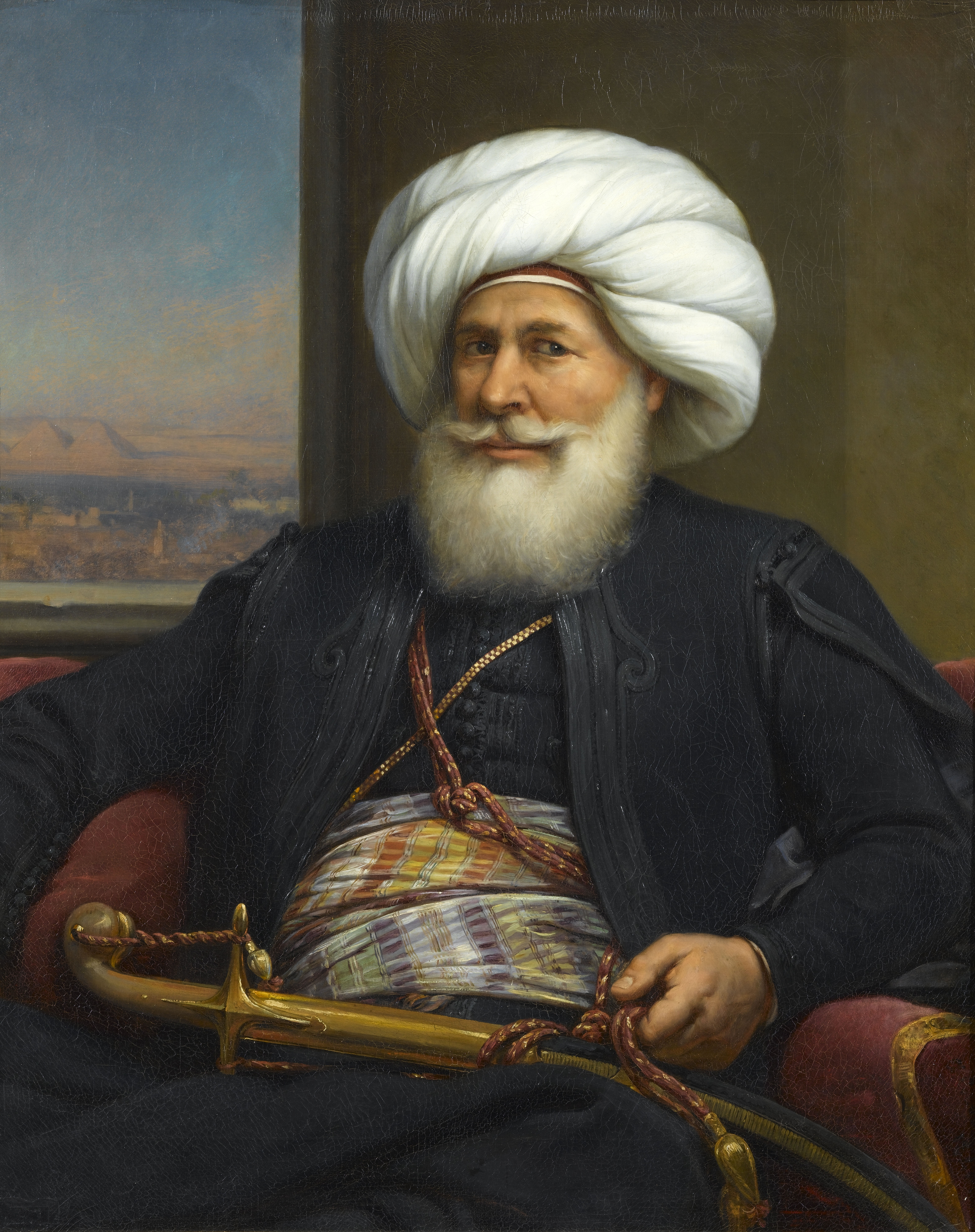
Portretul lui Muhammad Ali Pașa, tablou de Auguste Couder, 1841. Expediția acestuia în Pelopoponez a precipitat intervenția puterilor europene în conflictul din Grecia

După ce delegația elenă condusă de Mavrocordatos a acceptat termenii anglo-franco-ruși, aliații au declarat că sunt sprijinitorii semnării unui armistițiu. În același timp, forțele navale anglo-franceze au primit ordinul să intercepteze transporturile de provizii pentru forțele lui Ibrahim. Când flota lui Mehmet Ali a părăsit Alexandria în ciuda avertismentelor franco-britanice și s-a alăturat restului flotei otomano-egiptene la Navarino pe 8 septembrie, Codrington s-a deplasat aici cu escadra de sub comanda sa. Navele britanice au ajuns la Navario pe 12 octombrie. A doua zi, a sosit și escadra franceză condusă amiralul de Rigny și cea rusă, de sub comanda lui L. Heyden. Codgrinton și de Rigny au încercat să negocieze cu Ibrahim, dar acesta a insistat că trebuie să se supună ordinului sultanului de distrugere a Hydrei. Codrington a amenințat că orice încercare a flotei otomano-egiptene de părăsire a radei va duce la distrugerea acesteia. Ibrahim a acceptat să ceară sultanului în scris schimbarea ordinului de atac și, în același timp, a cerut oprirea acțiunilor ofensive ale grecilor și filelenilor. Codrington a promis la rândul lui că va opri atacurile elenilor împotriva armatei musulmane. Mai apoi, a permis majorității navelor de sub comanda sa să părăsească Navarino și să se reîntoarcă la Malta. În același timp, flota franceză a plecat la rândul ei în insulele Mării Egee.
În momentul în care un filogrec, Frank Hastings, a distrus o escadră navală turcă, Ibrahim a trimis un detașament să atace agresorul. Codrington nu a fost informat despre acțiunea lui Hastings și a tras concluzia că Ibrahim a încălcat înțelegerile. Ca urmare, comandantul britanic a interceptat detașamentul naval turco-egiptean și l-a obligat să se reîntoarcă la bază. A doua zi, întreaga flotă condusă de însuși Ibrahim a fost obligată să se reîntoarcă la bază, după ce a încercat să iasă în larg în urmărirea lui Hastings. Codrington și-a chemat din Malta toate navele. Lui i s-au alăturat și contingentele francez și rus. Ibrahim începuse în acel moment o campanie de anihilare a rebelilor greci din Peloponez, fiind convins că aliații europeni fuseseră cei care încălcaseră înțelegerea.
Pe 20 octombrie 1827, vasele de război britanice, ruse și franceze au intrat în Golful Navarino atât ca să se adăpostească de furtună, cât și pentru a împiedica ieșirea în larg a flotei turco-egiptene. Un ofițer de legătură britanic, trimis în misiune să ceară retragerea corăbiilor incendiare egiptene a fost împușcat mortal. Echipajul fregatei la bordul căreia se afla ofițerul britanic împușcat a răspuns cu focuri de muschetă. Egiptenii au răspuns lansând o ghiulea împotriva vasului amiral francez, „Sirene”, iar francezii au deschis la rândul lor focul.
Bătălia s-a încheiat cu o victorie completă a aliaților europeni și cu anihilarea flotei egipteano-turce. Doar 14 corăbii turco-egiptene dintre cele 89 care au luat parte la luptă s-au mai întors în portul Alexandria. Aproximativ 8.000 de membrii ai echipajelor lor au pierit în luptă. Aliații nu au pierdut nicio navă în luptă și au avut doar 181 morți dintre militarii îmbarcați. Poarta a cerut compensații pentru corăbiile pierdute, dar europenii au refuzat să plătească, motivând că turcii au acționat ca agresori. Ambasadorii celor trei puteri europene au părăsit Constantinopolul. Bătălia a fost aspru criticată în Anglia, fiind considerată un „eveniment regretabil”, în condițiile în care Turcia a fost caracterizată drept un „aliat vechi”. Codrington a fost la rândul lui blamat pentru că a permis vaselor turco-egiptene să se retragă cu toată prada, inclusiv cu 2.000 de greci care aveau să fie vânduți ca sclavi. În schimb, în Franța, vestea victoriei de la Navarino a fost întâmpinată cu entuziasm, iar guvernul s-a bucurat de o creștere neașteptată de popularitate. Rusia s-a folosit de eveniment pentru a declara război Turciei.
În obtombrie 1828, scena politică elenă s-a regrupat și s-a format un nou guvern sub conducerea lui Kapodistrias. Grecii s-au străduit ca, până în momentul în care guvernele europene aveau să impună un armistițiu, să cucerească controlul asupra cât mai multor teritorii, inclusiv asupra orașelor Atena și Teba. Guvernele britanic și rus au acceptat inițiativa Parisului, care a propus ca un corp expediționar francez să fie trimis în Peloponez pentru alungarea forțelor terestre ale lui Ibrahim. Pe 30 august 1828, corpul expediționar francez sub conducerea lui Nicolas Joseph Maison a debarcat la Petalidi. Francezii au luptat alături de greci, reușind să alunge toate forțele ostile până pe 30 octombrie. Se poate spune că Maison a impus astfel respectarea convenției negociate și semnate de Codrington și Muhammad Ali la Alexandria, prin care se stipula retragerea tuturor forțelor egiptene din Peloponez.
Ultima luptă majoră din cadrul războiului a fost bătălia de la Petra. Forțele elene comandate de Demetrius Ipsilanti, instruite în stil occidental, au renunțat la tacticile de gherilă și au reușit să câștige o importantă victorie împotriva forțelor lui Aslan Bei. Turcii au cedat toată regiunea cuprinsă între orașul Livadeia și râul Spercheios, primind în schimb dreptul de trecere liberă pentru trupele care se retrăgeau din Grecia Centrală.

### Evoluția de la autonomie la independență

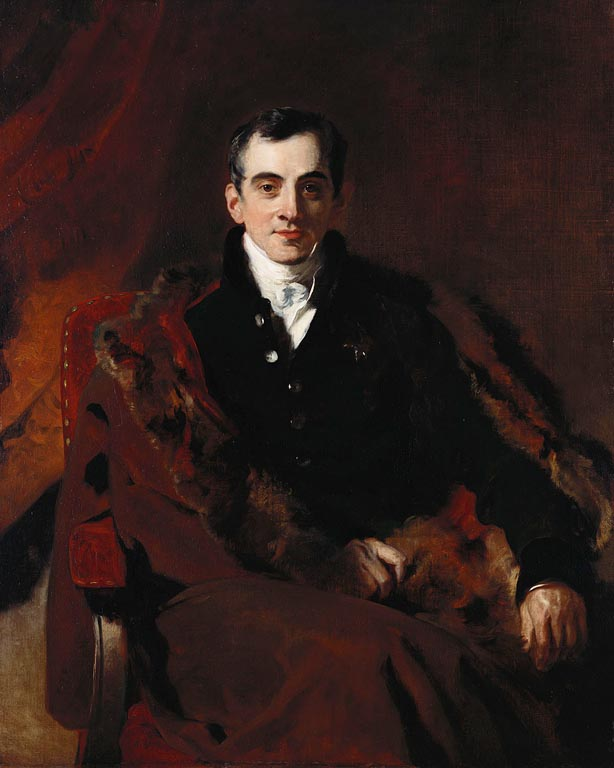
Ioannis Kapodistrias a fost primul șef al statului independent grec

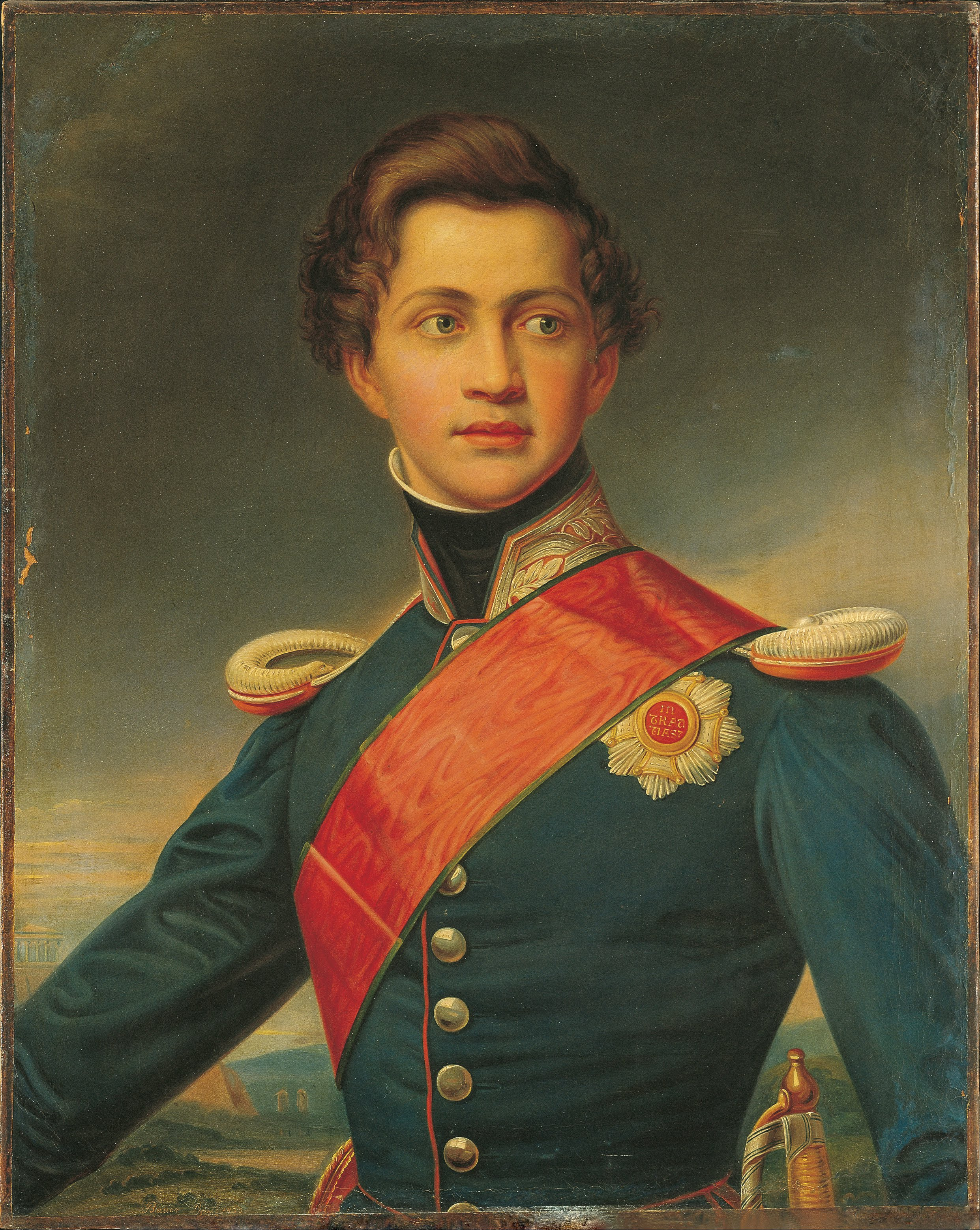
Otto de Bavaria a fost primul rege al Regatui al Greciei, proclamat după Conferința de la Londra (1832)

Pe 21 decembrie 1828, ambasadorii Regatului Unit, Rusiei și Franței s-au întâlnit pe insula Poros și au pregătit un protocol, care prevedea crearea unui stat autonom, condus de un monarh, a cărui autoritate trebuia confirmată prin firman al Sultanului. Cele trei puteri propuneau ca granița statului elen să se întindă de la Arta la Volos și, în ciuda eforturilor lui Kapodistrias, noul stat urma să includă numai insulele Cyclades, Sporades, Samos și, în anumite condiții, Creta. Conferința de la Londra a stabilit prin protocolul din 22 martie 1829 acceptarea celor mai multe prevederi ale înțelegerii de la Poros. Noua graniță nu a inclus insulele Samos și Creta în noul stat elen.

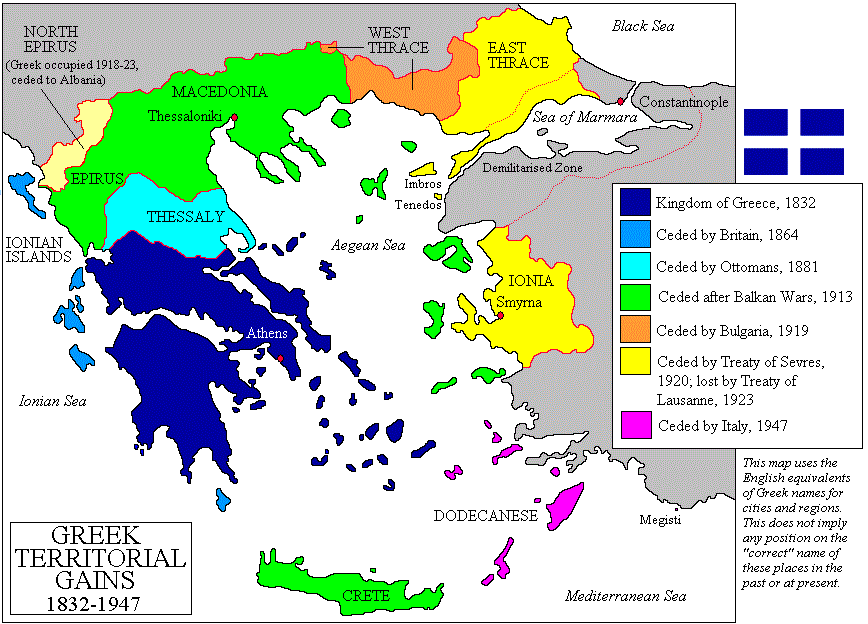
Harta teritoriului inițial al Regatului Greciei, cu granițele stabilite de Tratatul de la Londra din 1832 (albastru închis).

Rusia a exercitat presiuni deosebite pentru ca Turcia să accepte prevederile Tratatului de la Londra. Turcia a acceptat în final pe 6 iulie 1827 prevederile Tratatului de la Londra și pe cele ale Protocolului pe 22 martie 1829. La scurtă vreme după aceea, Regatul Unit și Franța au căzut de acord asupra ideii unui stat independent elen, în încercarea de a limita influența Rusiei în Grecia. Rusia nu a părut încântată de noua inițiativă, dar nu a putut să o respingă și, în consecință, cele trei puteri au căzut în cele din urmă de acord să creeze un stat independent elen, pus sub protecția colectivă a Londrei, Parisului și Sankt Petersburgului și au semnat protocolul din 3 februarie 1830. Una dintre prevederile protocolului prevedea ca noul monarh să fie regele Belgiei, Leopold I. Acesta din urmă a fost însă descurajat de imaginea sumbră zugrăvită de Kapodistrias. În plus, potențialul monarh era nemulțumit de linia de frontieră nou, care era defavorabilă noului stat. Negocierile au fost oprite pentru o vreme, după asasinarea lui Kapodistrias în 1831 în Nauplion de către membrii clanului Mavromichalis.
Retragerea candidaturii lui Leopold la tronul Greciei și izbucnirea Revoluției din Iulie din Franța a întârziat rezolvarea problemei frontierei noului regat până după momentul formării unui nou guvern britanic. Henry Temple, noul ministru de externe, a acceptat în cele din urmă ca frontiera Regatului Greciei să fie linia Arta-Volos. Negocierile cu privire la includerea Cretei între frontierele noului stat nu au dus însă la niciun rezultat.
În luna mai a anului 1832, în timpul Conferinței de la Londra, cele trei mari puteri, (Regatul Unit, Franța și Rusia) au oferit tronul regelui Bavariei, Ludwig von Wittelsbach, fără a-i consulta în vreun fel pe greci. Marile puteri, în calitatea lor de garanți ai monarhiei elene, au căzut de acord să garanteze și un împrumut de 60.000.000 franci pentru noul rege și și-au împuternicit ambasadorii din Turcia să vegheze la apărarea păcii. Prin înțelegerea semantă pe 7 mai 1832 între Bavaria și puterile garante, Grecia era definită drept un „stat monarhic și independent”, care era însă obligat să plătească o despăgubire Porții Otomane. Înțelegerea stabilea și modul în care urma să funcționeze regența elenă, până la majoratul lui Otto, precum și eliberarea unui nou împrumut în valoare de 2,4 milioane de lire.
Pe 21 iulie 1832, ambasadorul britanic pe lângă Sublima Poartă, Sir Stratford Canning, și ceilalți reprezentanți ai marilor puteri au semnat Tratatul de la Constantinopole, care stabilea granița greco-turcă pe linia Arta-Volos. Granițele regatului au fost reconfirmate prin Protocolu din 30 august 1832, prin care marile puteri ratificau aranjamentele stabilite la Constantinopole.

## Primele instituții politice și administrative

Drapelul Aeropagului Greciei Continentale Răsăritene cu simbolurile credinței, dragostei și speranței

După căderea Kalamatei, Senantul Messinian, primul consiliu de guvernare locală grecesc, și-a început activitatea. Aproape în același timp, a fost convocat Directoratul Ahaian la Patras. Membrii directoratului au fost siliți în scurtă vreme să fugă la Kalavryta. La inițiativa Senatului Messinian a fost convocat o adunare legislativă peloponeziană. Pe 26 mai au fost aleși 26 de senatori ai acestui Senat. Cei mai mulți dintre membrii Senatului Peloponizian au fost lideri locali laici și religioși, sau persoane aflate sub influența acestora. Când Dimitrios Ipsilanti a sosit în Peloponez ca reprezentant oficial al Filiki Eteria, el a încercat să preia controlul mișcării revoluționare și a propus adoptarea unui nou sistem de alegere a membrilor senatului. Această propunere avea susținerea liderilor militari, dar nu era pe placul celor politici.
Și marile familii fanariote au organizat adunări legislative. În Grecia centrală a fost convocat o asemenea adunare de către Alexandros Mavrokordatos (în vest) și de către Theodoros Negris (în est). Aceste adunări au adoptat două statute locale: „Carta Greciei Continentale Vestice” și „Ordinul Legal al Greciei Continentale Estice”. Aceste statute au asigurat crearea a două organe administrative locale în Grecia centrale: Areopagul Greciei Continentale Estice și Senatul Greciei Continentale Vestice.
Cele trei statute locale au fost recunoscute de Prima Adunare Națională, dar instituțiile administrative respective au fost transformate în ramuri ale administrației centrale. Ele aveau să fie dizolvate mai târziu de A doua Adunare Națională.

## Adunarea Națională

### Prima Adunare Națională de la Epidaurus

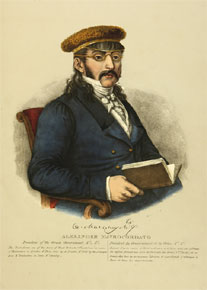
Alexandros Mavrokordatos a jucat un rol important în cadrul lucrărilor Primei Adunări Naționale

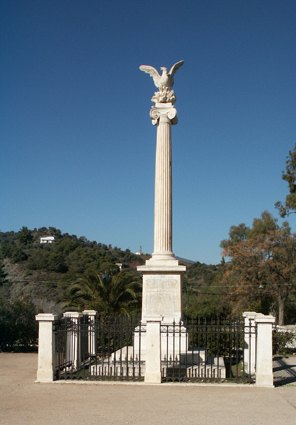
Monumentul închinat Primei Adunări Naționale de la Epidaurus

Prima Adunare Națională de la Epidaurus (în limba greacă:Α' Εθνοσυνέλευση της Επιδαύρου, 1821–1822), a fost prima întrunire a Adunării Naționale, un organ politic național reprezentativ al revoluționarilor greci.
Adunarea a avut ședința inaugurală în decembrie 1821 în Piada (Epidaurus). La ședințele acestei adunări au participat reprezentanții regiunilor implicate în Războiul de Independență împotriva Imperiului Otoman.
Majoritatea reprezentanților erau notabilități locale și clerici din provinciile Moreea, Rumelia și din insule. Au participat de asemenea un număr de fanarioți și oameni de cultură. Au fost absenți însă lideri importanți precum Alexandru Ipsilanti și cei mai importanți lideri militari din Rumelia și Peloponez. Dintre cei 59 de reprezentanți prezenți, 20 erau moșieri, 13 armatori, 12 intelectuali, 4 lideri militari, 3 preoți, 3 negustori și 4 aveau alte ocupații.
Adunarea a votat o serie de documente, cel mai important fiind Constituția Provizorie a Greciei (Προσωρινό Πολίτευμα της Ελλάδος), care includea de asemenea Declarația de Independență.
Adunarea a ales pe 15 ianuarie 1822 un consiliu executiv format din 5 membri, prezidat de prințul Alexandros Mavrocordatos. Cei cinci membri ai consiliului au numit primul guvern cu 8 ministere. Primul legislativ a avut 33 de membri. O caracteristică importantă a Primei Adunări Naționale a fost faptul că în Constituție nu s-a făcut nicio referire la Filiki Eteria, deși Demitrios Ipsilanti, fratele lui Alexandru Ipsilanti, reprezentant oficial al Eteriei, a fost numit președintele Parlamentului, un organ controlat însă de liderii locali eleni.

### A doua Adunare Națională de la Astros
A doua Adunare Națională de la Astros (în limba greacă:Β' Εθνοσυνέλευση στο Άστρος) a fost corpul legiuitor al revoluționarilor eleni în timpul Războiului de Independență împotriva Imperiului Otoman.
Adunarea a fost convocată la Astros între 29 martie – 18 aprilie 1823 sub președinția lui Petros Mavromichalis. Cea mai importantă sarcină a acestei Adunări a fost revizuirea Constituției adoptate la Epidaurus în 1822 de către reprezentanții aleși la Prima Adunare Națională. Noua constituție aprobată pe 13 aprilie, numită „Legea Epidaurus” pentru a sublinia continuitatea legii fundamentale, s-a dovedit mult mai bine fundamentată din punct de vedere legal decât precedenta lege fundamentală. Ea asigura puteri crescute ale legislativului față de executiv, limitând dreptul de veto al guvernului. Noua constituție a marcat progrese legislative în domeniul apărării drepturilor omului: garantarea proprietății, a egalității în drepturi a tuturor locuitorilor Greciei, nu doar a etnicilor greci, a libertății presei precum și abolirea scalviei. Noua constituție a marcat încetarea existenței guvernelor regionale. În schimb, constituția a păstrat prevederea termenului anual de existență a ramurilor administrative, aceasta din cauza creșterii neîncrederii dintre politicieni și militari. Adunarea Națională a votat o nouă lege electorală prin care dreptul la vot a fost acordat „bărbaților”, nu ca până atunci „seniorilor”, iar vârsta legală pentru exercitarea dreptului de a alege a fost coborâtă de la 30 la 25 de ani.

### A treia Adunare Națională de la Troezen
A treia Adunare Națională de la Troezen (în limba greacă:Γ' Εθνοσυνέλευση της Τροιζίνας) a fost convocată în timpul fazelor finale ale Războiului de Independență.
A treai Adunare Națională a fost convocată cu întârziere pentru mijlocul lunii aprilie 1826 la Piada, dar și-a întrerupt ședințele ca urmare a cuceririi orașului Missolonghi de către turci. Încercările de convocare a unei noi Adunări în toamna aceluiași an au eșuat datorită neînțelegerilor dintre diferitele facțiuni. În schimb, au fost convocate două adunări rivale la Aegina și Kastri. După negocieri intense, toate facțiunile au căzut de acord să participe la o Adunare la Troezen. 168 de delegați au fost prezenți la deschiderea sub președinția lui Georgios Sisinis a lucrărilor Adunării Naționale pe 19 martie 1827.
Adunarea a hotărât să creeze o funcție supremă, superioară celei de șef al executivului, cea de „Guvernator al Greciei”. Pentru această funcție a fost ales pe 3 aprilie cu un mandat de șapte ani contele Ioannis Kapodistrias. Până la preluarea oficială a funcției de către Kapodistria aflat în străinătate a fost numită o Comisie guvernamentală care să acționeze în numele lui.
Adunarea Națională a aprobat pe 1 mai 1827 „Constituția Politică a Greciei”. Aceasta a fost prima constituție care nu a mai fost etichetată „provizorie”, semnalând dorința grecilor pentru obținerea independenței totale față de Imperiul Otoman. Noua lege fundamentală avea 150 de articole și a stabilit o serie de principii care au rămas valabile până în ziua de azi in Constituția Greciei. Constituția a stabilit o separare clară a puterilor în stat, investind guvernatorul Greciei cu puteri executive și un corp al reprezentanților poporului cu puteri legislative. Guvernatorul avea doar puterea să suspende prin veto legile votate, dar nu avea dreptul să dizolve parlamentul. Persoana guvernatorului era inviolabilă, în timp ce miniștri erau responsabili pentru acțiunile lor publice.
Ultima acțiune întreprinsă de Adunare înainte de dizolvarea sa a fost arpobare pe 4 mai 1827 a stabilirii orașului Nauplion drept capitală a Greciei și ca sediu al parlamentului și guvernului.

### A patra Adunare Națională de la Argos
A patra Adunare Națională de la Argos  (în limba greacă:Δ' Εθνοσυνέλευση Άργους) a fost convocată în Argos pe 11 iulie 1839, în faza finală a Războiului de Independență.
A patra Adunare Națională de la Argos a fost deschisă cu participarea a 236 de reprezentanți din toate teritoriile grecești, inclusiv cele aflate încă sub controlul guvernului otoman precum Creta sau Macedonia. Deputații au fost aleși pentru prima oară prin vot.
Adunarea a adoptat o serie de reforme propuse de Kapodistrias, printre care:
- Înlocuirea consiliului consultativ Panellinion cu un Senat cu 27 de membri;
- Adoptarea unei monede naționale – Phoenix.

### A cincea Adunare Națională de la Nauplion
A cincea Adunare Națională de la Nauplion (în limba greacăΕ' Εθνοσυνέλευση) a fost convocată la Argos pe 5 decembrie 1831, după care a fost modificat locul de desfășurare la Nauplion la începutul anului 1832.
Adunarea Națională de la Nauplion a fost ultima din seria convențiilor din timpul Războiului de Independență. În cadrul lucrărilor adunării a fost aprobată decizia marilor puteri la Conferința de la Londra cu privire la alegerea prințului bavarez Otto Friedrich Ludwig von Wittelsbach ca rege al Greciei. Adunarea Națională a adoptat pe 15 martie 1832 o nouă constituție numită „Constituția Politică a Greciei” (Πολιτικόν Σύνταγμα της Ελλάδος), numită uneori drept „Constituția hegemonică” (Ηγεμονικόν Σύνταγμα). Adunarea Națională s-a dizolvat la scurtă vreme după adoptarea constituției ca urmare a neînțelegerilor dintre diferitele facțiuni politice. După sosirea lui Otto în Grecia în februarie 1833, regența care a guvernat țara până la majoratul regelui a ignorat legea fundamentală iar, după majorat, Otto însuși nu a respectat constituția, domnind ca monarh absolut. Grecia independentă a primit o nouă constituție doar după lovitura de stat din 3 septembrie 1844.

## Constituțiile

### Constituția greacă din 1822
Constituția greacă din 1822 a fost un document adoptat de Prima Adunare Națională de la Epidaurus pe 1 ianurie 1822. Acest document a fost cunoscut în mod oficial drept Constituția Provizorie a Greciei (Προσωρινό Πολίτευμα της Ελλάδος). Acesta act este considerat prima constituție a Greciei moderne și a fost o încercare de organizare temporară guvernamentală și militară până la convocarea unui parlament național care să îndeplinească și funcția de adunare constituțională.
Această constituție a înlocuit o serie de acte care fuseseră aprobate de comitetele revoluționare locale, precum Senatul Greciei Continentale de Vest, Areopagul Greciei Continentale de Est sau Organizația Senatului Peoloponeziac. Aceste organizații formate cu un an în urmă, în anul izbucnirii Războiului de Independență. Constituția era în cea mai mare parte creația italianului V. Gallina, care a evitat în mod deliberat principiile liberale și democratice ale constituțiilor revoluționare franceze din 1793 și 1795, ca și constituția americană din 1787. O astfel de alegere a fost făcută pentru ca Sfânta Alianță, puternic antileberală, să fie alarmată. Acesta a fost motivul pentru care s-a evitat de asemenea orice referință la Filiki Eteria.
Constituția a consfințit crearea a două organe administrative centrale – unul deliberativ, (Parlamentul) și unul executiv (guvernul) – care aveau însă în acele vremuri sarcini destul de neclar definite și insuficient separate. Această declarație a luat forma oficialăa unui text constituțional.
Constituția avea un număr de 109 articole.
- Partea I trata problemele religiei și a drepturilor civile ale grecilor și stabilea rolul conducător al Bisericii Ortodoxe a Greciei;
- Partea a II-a trata problemele administrative;
- Partea a III-a stabilea sarcinile legislativului;
- Partea a IV-a stabilea sarcinile executivului.

Această constituție poate fi considerată drept una liberală și democratică, deși a reprezentat un compromis între liderii militari și marii proprietari de pământ, care erau cei mai numeroși în Prima Adunare Națională. Crearea Parlamentului și Guvernului ca cei doi poli ai puterii în stat reflectă grija pentru păstrarea echilibrului puterii în stat. Echivalența constituțională dintre legislativ și executiv reflectă suspiciunile care existau între deputații Adunării Naționale și care a dus la paralizarea procedurilor de concepere și votare a legilor. Ar mai trebui spus că greutățile revoluției au împiedicat implementarea tuturor prevederilor constituției.

### Constituția greacă din 1823
Constituția greacă din 1823 este a doua constituție adoptată în timpul Războiului de Independența izbucnit în 1821. În primăvara anului 1823 a fost convocată a doua Adunare națională, care a adoptat legea fundamentală cunoscută și ca „Legea de la Epidauros” (Νόμος της Επιδαύρου). Perioada în care a fost adoptată acestă contituție a fost una dificilă pentru revoluție, umbrită de războiul civil dintre facțiunile rivale din Grecia.
Constituția din 1823 avea 99 de articole și 7 secțiuni: 
- Secțiunea Α': Despre religie;
- Secțiunea Β': Despre drepturile grecilor;
- Secțiunea Γ': Despre funcțiile administrației;
- Secțiunea Δ': Despre îndatoririle corpuluiu legislativ;
- Secțiunea Ε': Despre îndatoririle corpuluiu exectutiv;
- Secțiunea ΣΤ': Despre deputați;
- Secțiunea Ζ': Despre ramura judecătorească.

Constituția din 1823 avea aproape aceeași structură cu cea din 1822. Prevederile cu privire la drepturile omului erau mult mai extinse, iar funcțiile justiției erau mult mai bine expuse. 
Basically, the Constitution of 1823 has the same structure with the Constitution of 1822. The provisions for the human rights are more extended and the function of the justice is regulated in a more detailed way. Petrobey Mavromichalis a fost reales președintele executivului. A doua Adunare Națională a dizolvat toate parlamentele locale și a desființat titlul de „Comandat șef” atribuit mai înainte lui Theodoros Kolokotronis.

### Constituția greacă din 1827
Constituția greacă din 1827 a fost semnată și ratificată în luna iunie de către deputații celei de-a treia Adunări Naționale în timpul ultimei faze a Războiului de Independență și a reprezentat primul pas important în direcția realizării unei guvernări cetralizate, care unea toate elementele implicate în lupta de eliberare. Această Adunare Națională a fost convocată inițial în Piada în 1825, iar după aceea în Troezen în 1827. După alegerea în unanimitate a lui Ioannis Kapodistrias în funcția de guvernator al Greciei pentru un mandat de șapte ani, deputații au votat pentru „Constituția politică a Greciei”. Adunarea a avut în vedere să ofere țării un guvern stabil, creat după modelele democratice și liberale, proclamând pentru prima oară în Grecia principiul suveranității poporului. Acest principiul fundamental a fost adoptat de toate constituțiile elene de după 1864.
Constituția cuprindea 150 de articole. Ea stabilea o separarea strictă a puterilor în stat, stabilea puterile executive ale guvernatorului și acorda puterea legislativă corpului reprezentativ al poporului numit „Vouli”. Guvernatorul avea putere de veto care îi permitea doar să suspende aplicarea unor legi și era lipsit de dreptul să suspende legislativul. Pe de altă parte, guvernatorul era „inviolabil”, în timp ce secretarii de stat (miniștii) erau responsabili pentru acțiunile lor publice. În acest fel ,constituția din 1827 a introdus pentru prima oară așa-numitul „principiu parlamentar”. Această contituție a marcat și un important pas înainte în domeniul drepturilor omului.

## Administrația lui Ioannis Kapodistrias

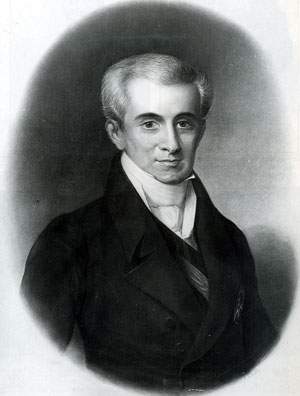
Ioannis Kapodistrias

După sosirea sa în țară, Kapodistrias a lansat un program de reforme fără precedent în Grecia, pentru modernizarea țării. El a restabilit pacea și unitatea militară, punând capăt celei de-a doua faze a războiului civil, a reorganizat armata, care a reușit să recucerească teritoriile pierdute în fața otomanilor în timpul conflictului intern. Kapodistrias este inițiatorul unui sistem modern de carantină, care a ajutat ținerea sub control a unor epidemii precum febra tifoidă, holera și dezinteria pentru prima dată de la izbucnirea Războiului de Independență. El a negociat cu puterile occidentale și Imperiul Otoman granițele Greciei și gradul de independență al țării și a semnat tratatul de pace care pune capăt războiului cu puterea suzerană. În timpul mandatului său a fost introdusă moneda națională, phoenixul, a organizat administrația locală și, într-o încercare de ridicare a nivelului de viață a populației, a introdus cultivarea cartofului în regiune. 

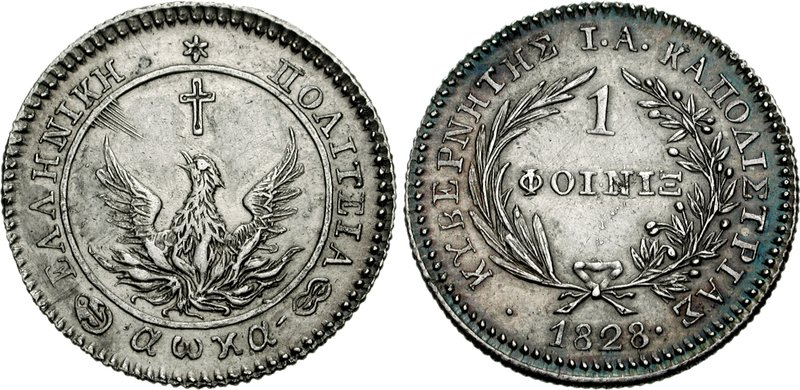
Phoenix – față și reves

Modul în care Kapodistrias a introdus cultivarea cartofului a intrat în folclor. După ce primul transport de cartofi a fost adus în Grecia, el a odonat ca tuberculii să fie oferiți oricărei persoane interesate. Cartoful a fost primit însă cu mare neîncredere de populație, iar eforturile lui Kapodistrias păreau sortite eșecului. Cunoscând năravurile poporului său, Kapodistrias a ordonat ca întregul transport să fie reîncărcat pe vase sub strictă pază militară, sub privirile curioșilor adunați în docurile portului Nauplion. În scurtă vreme au început să circule zvonuri care afirmau că o marfă atât de bină păzită trebuia să fie foarte valoroasă. Oamenii s-au adunat în număr mare să privească cartofii „importanți” și în scurtă vreme a fost înregistrată prima tentativă de furt. Militarii de gardă primiseră ordine să închidă ochii la furtișaguri și în scurtă vreme cartofii au fost „furați”, iar planul lui Kapodistrias a avut succes.
În plus, ca parte a programului său, el a încercat să submineze autoritatea clanurilor sau dinastiilor tradiționale, pe care el le considera moștenirea nefolositoare a unei epoci apuse și învechite.. El a subestimat însă puterea politică și militară a capetanaioi (καπεταναίοι – comandanți), care fuseseră conducătorii rebeliunii împotriva Imperiului Otoman și care se așteptaseră să ocupe funcții importante în conducerea Greciei independente.
În momentul în care a izbucnit un conflict armat între liderii militari locali din Laconia și reprezentantul oficial al guvernului, Kapodistrias a cerut sprijinul trupelor ruse, datorită faptului că cea mai mare parte a armatei elene era controlată de capetanaioi care participaseră la rebeliune.

## Rebeliunea din Hydra și luptele de pe insula Poros
În 1831, conducerea lui Kapoistrias a devenit mai nepopulară, în special în rândurile locuitorilor peninsulei Mani și a negustorilor puternici și bogați din insulele Hydra, Spetses și Psara. Taxele vamale percepute de hydrioți erau principala sursă de venit a municipalităților, așa că acestea au refuzat să cedeze banii rezultați guvernului central. Refuzul lui Kapodistria de convocare a Adunării Naționale a fost considerată o pornire despotică, influențată de experiența sa rusă. Municipalitatea din Hydra a cerut amiralilor locali Miaoulis și Mavrocordatos să atace portul Poros și să pună stăpânire pe flota greacă ancorată aici. Miaoulis a reușit să pună stăpânire pe flota elenă și să evite astfel blocada insulelor pe care le reprezenta. În aceste condiții, se părea că guvernatorul Greciei ar fi fost silit să convoace Adunarea Națională.
Kapodistrias a cerut ajutorul rezidenților francezi și britanici pentru înăbușirea rebeliunii, dar a fost refuzat. Colonelul (mai târziu generalul) Kallergis a organizat o expediție a unei unități a armatei regulate elene incomplet instruite sprijinită de miliții populare și l-a atact pe Miaoulis, care nu a putut să opună o rezistență serioasă cu cei doar 200 de oameni ai săi. Fortul Heidek de pe insula Bourtzi a fost cucerit de miliții, iar bricul Spetses al rebelilor a fost scufundat. Rebelii de pe Poros au fost încercuiți pe uscat de forțele lui Kallergis, iar pe mare de flota rusă și au fost obligați să capituleze. Miaoulis a fost forțat să-și sabordeze vasele Hellas și Hydra, după care s-a retras cu oamenii săi pe insula Hydra.
Pierderea unora dintre cele mai bune corăbii a reprezentat un handicap greu de recuperat pentru flota elenă pentru o lungă perioadă de timp și a slăbit mult poziția sa politică. El a convocat în cele din urmă Adunarea Națională, dar opoziția față de guvernarea sa a continuat să crească.

## Asasinarea lui Kapodistrias și fondarea Regatului Greciei

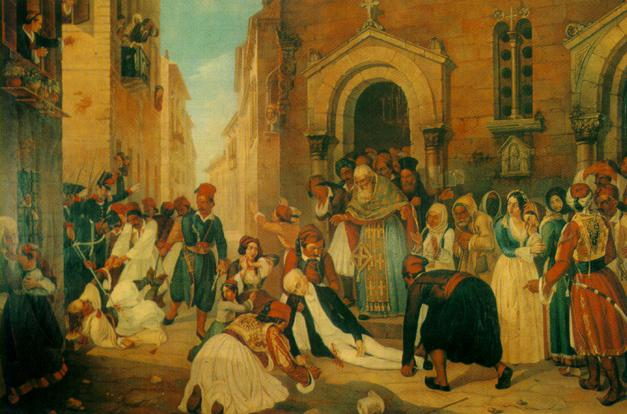
Asasinarea lui Ioannis Kapodistrias, tablou de Dionysios Tsokos.

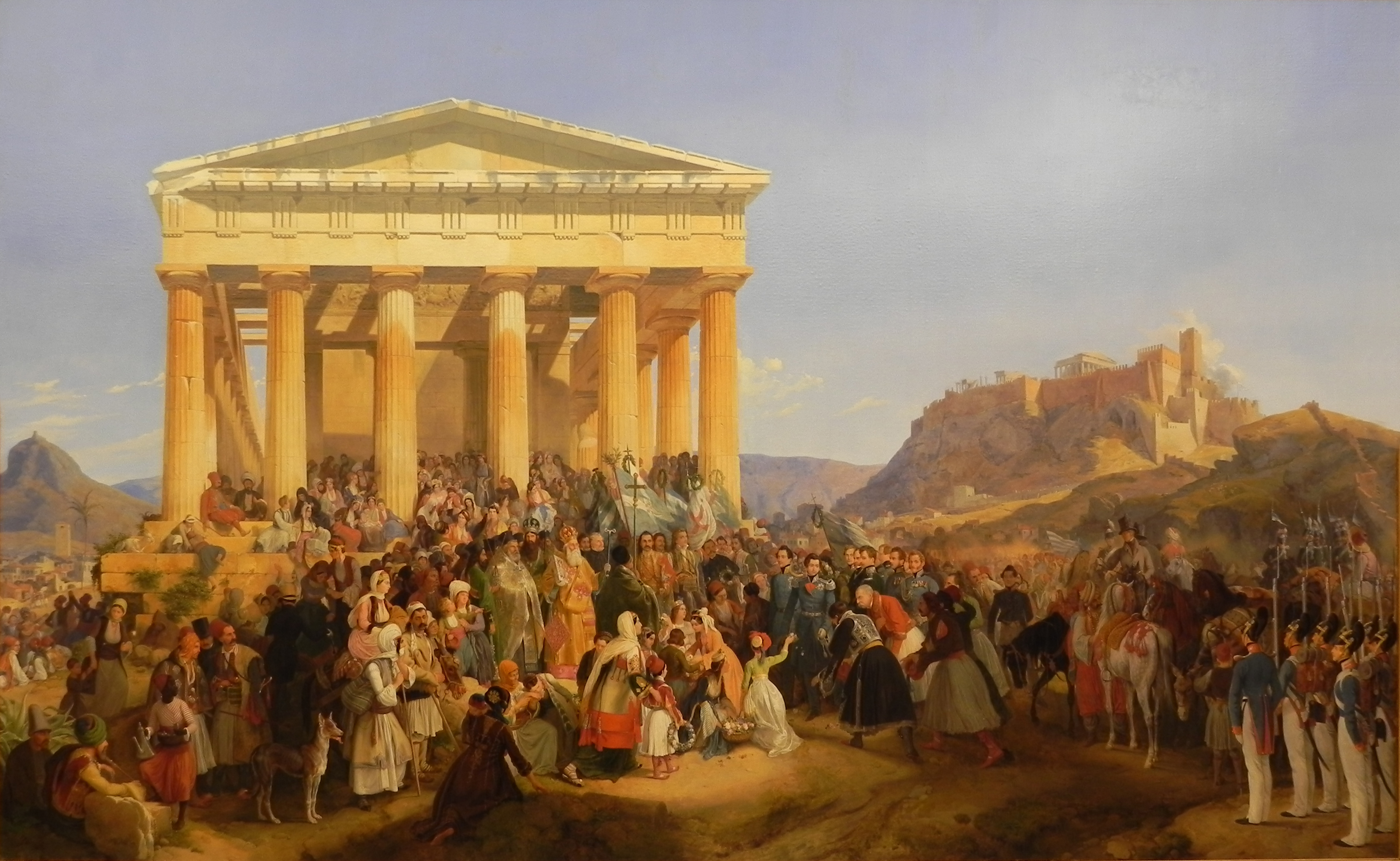
Intrarea regelui Otto în Atena, tablou dePeter von Hess

Kapodistrias a ordonat în 1831 întemnițarea lui Petrobey Mavromichalis, cel mai cunoscut lider local din Peninsula Mani, regiunea cea mai turbulentă din Grecia. Un asemena act a fost considerat o ofensă mortală la adresa familiei Mavromichalis și, drept răzbunare, fratele și fiul lui Petros, Konstantis, respectiv Georgios, l-au asasinat pe 9 octombrie 1831 (27 septembrie stil vechi) pe Kapodistrias pe treptele bisericii Sfântul Spiridon din Nauplion.
Kapodistrias a decis să meargă la slujba religioasă în ciuda opoziției gărzilor de corp și a apropiaților săi. În momentul în care a ajuns la biserică, el i-a zărit pe cei doi Mavromichalis așteptându-l. Cei doi au înaintat, părând că vor să salute, când Konstantis a scos pistolul și a tras. Glonțul a ratat ținta, infigându-se în peretele bisericii, unde poate fi văzut și astăzi. După aceasta, Konstantis l-a înjunghiat pe Iannis Kapodistrias, iar Georgios l-a împușcat pe acesta din urmă în cap. Konstantis a fost la rândul lui împușcat mortal de generalul Fotomaras, care a urmărit întreaga scenă de la fereasta casei sale. Georgios a reușit să fugă și s-a refugiat în clădirea ambasadei franceze. S-a predat însă după câteva zile autorităților elene. Giorgios a fost judecat și condamnat la moarte prin împușcare. .
Augustinos Kapodistrias i-a succedat fratelui său Ioannis Kapodistrias în funcția de guvernator al Greciei. Augustinos a condus țara doar șase luni, perioadă în care țara s-a scufundat în haos.
Prin protocolul de la Londra semnat pe 7 mai 1832 s-a stabilit proclamarea regatului independent al Greciei, cu principele bavarez Otto devenind rege și cu un consiliu de regență până la majortatul acestuia. Granița de nord a noului regat a fost stabilită pe linia Arta-Volos. În același timp, puterile protectoare au fost de acord cu acordarea unui împrumut de 2.400.000 £ și cu despăgubirea Imperiului Otoman cu 40.000.000 de piaștri, pentru pierderile suferite.
Noile frontiere au fost reaprobate prin Protocolul de la Londra din 30 august 1832, semnat de Marile Puteri, care ratificau astfel Acordul de la Constantinopol și marca în mod oficial încheierea Războiului de Independență.

## Șefii de stat ai Primei Republici Elene
- Alexandros Mavrocordatos (15 ianuarie 1822 – 29 martie 1823)
- Petros Mavromichalis (29 martie 1823 - martie 1824)
- Georgios Kountouriotis (martie 1824 – 19 martie 1827)
- Ioannis Kapodistrias (24 ianuarie 1828 – 9 octombrie 1831)
- Augustinos Kapodistrias (9 octombrie 1831 – 9 aprilie 1832)
- Comisia Guvernamentală (9 aprilie 1832 – 2 februarie 1833)

## Resurse internet
- Parlamentul Greciei – Istoria Constituțională a Greciei